# Francis Picabia
Francis Picabia, né François Marie Martinez Picabia le 22 janvier 1879 à Paris et mort le 30 novembre 1953 dans la même ville, est un peintre, dessinateur et écrivain français, passionné par la peinture et proche du mouvement dada, puis surréaliste.
« Oiseau de nuit scandaleux », séducteur et amateur de belles voitures, Francis Picabia est perçu comme un « rastaquouère mondain fortuné qui trompait son oisiveté dans la peinture ».
Il se présente lui-même dès 1923 comme « Artiste en tous genres ». Comme ses contemporains, il s'interroge sur la place de la peinture, bousculée par l'émergence de la photographie, puis devient l'un des premiers à peindre à partir de photographies.

## Biographie

### Famille, jeunesse et formation
Le jeune François Marie Martinez Picabia nait dans le 2e arrondissement de Paris dans une famille favorisée. Il prendra pour prénom d'usage Francis (plus proche du prénom Francisco de son père) puis, plus tard, comme nom d'artiste le patronyme basque Picabia de sa grand-mère paternelle. Francis Picabia est le petit-fils de Juan Martínez Picabia, expatrié de Galice à Cuba et, côté maternel, d'Alphonse Davanne (1824-1912), chimiste et photographe, et président de la Société française de photographie. Son oncle, Maurice Davanne, est conservateur à la bibliothèque Sainte-Geneviève à Paris.
Sa mère, Marie Davanne, meurt en 1886. Il fait ses études chez les marianistes au collège Stanislas, puis au lycée Monge, à Paris.
En 1894, voulant éprouver la vocation tôt manifestée de son fils, « Pancho » Picabia envoie, au Salon des artistes français, la toile de Francis intitulée Vue des Martigues. Le tableau « bien qu’absent du catalogue, il est remarqué, puisqu’il reçoit une mention ». Picabia entre, après une scolarité compliquée, à l'École des arts décoratifs l'année suivante, où il sera l'élève de Wallet, Humbert et Cormon ; mais il fréquente plus volontiers l'École du Louvre et l'académie Humbert, où il travaille aux côtés de Georges Braque et de Marie Laurencin.
En 1897, il part avec son premier amour, Ermine Orliac, de six ans son ainée, qui l'incite à peindre des paysages et ambitionne de le voir « conquérir Paris ». À sa majorité, il prend possession de l'héritage maternel qui lui assure de confortables revenus. Ils vivent à Montmartre mais se rendent souvent non loin de Moret-sur-Loing (cher à Alfred Sisley), à Martigues ou à Saint-Tropez. La même année, il se lie d'amitié avec les plus jeunes fils de Pissarro, Rodolphe Pissarro et Georges Manzana. Il commence à exposer au Salon des artistes français mais ses paysages, souvent sombres, ne relèvent pas encore de l’impressionnisme.
En 1902, il emmène Ermine à Séville. Ses peintures récurrentes d'Espagnoles stéréotypées en tenues traditionnelles trahissent une quête de ses origines paternelles et d'une certaine ethnicité.

### Impressionnisme
C'est en 1904 qu'il se tourne vers l’impressionnisme. Ce sera le début d'une période féconde ; les centaines de toiles qu'il peint alors sont propres à séduire le public.
Suivant l'exemple de la première génération d'artistes impressionnistes comme Sisley, Monet ou Pissarro, Picabia passe de longues périodes à Moret et d'autres banlieues parisiennes. Il s'inspire des paysages à la campagne pour composer plusieurs tableaux. Cependant, allant à l'encontre de ces prédécesseurs impressionnistes qui préfèrent la peinture en plein air, un grand nombre des œuvres de Picabia de cette période sont produites en atelier. Il peint certaines de ses toiles d'après des photographies ou même d'après des reproductions sous forme de cartes-postales d'œuvres d'autres artistes, créant en somme des copies de copies. Ainsi il établit une première incursion dans l'appropriation et la technique proto-Dada.
Sa première exposition personnelle (61 tableaux) organisée en 1905 à Paris à la galerie Haussmann dirigée par Gustave Danthon, est un triomphe. La suivante se tient à la Kaspar Kunstsalon de Berlin. Il montrera ensuite ses œuvres à nouveau chez Danthon en 1907 (76 œuvres), puis à Londres, Munich, Barcelone.
En 1905, Francis Picabia est membre du comité exécutif du monument Sisley ayant pour projet l'érection d'un monument artistique à Moret-sur-Loing. Le 9 août 1908, Francis Picabia, alors vice-président du comité du monument Sisley, fait un don de plus de 5000 Francs pour couvrir les frais du monument, ce qui lui vaut de devenir président du Comité Sisley, se plaçant symboliquement dans la filiation du peintre,. Il propose alors l'admission de Gustave Danthon au sein du comité.
Les tableaux exposés sont étrangers aux nouvelles recherches plastiques et certains s'inspirent du « pur luminisme impressionniste » (Effet de soleil sur les bords du Loing, 1905, Philadelphia Museum of Art). Son ami Marcel Duchamp le présentera en 1950 comme « un jeune épigone d'un mouvement déjà vieux ».
Cependant, Picabia remet peu à peu en question les valeurs plastiques qui lui valent son succès grandissant et, en 1908, sa rencontre avec Gabriële Buffet — qui l'encourage à poursuivre de récentes recherches et dont il tombe amoureux —, détermine la rupture avec l'impressionnisme comme avec ses marchands, rupture que lui permet sa fortune personnelle.

Paysages
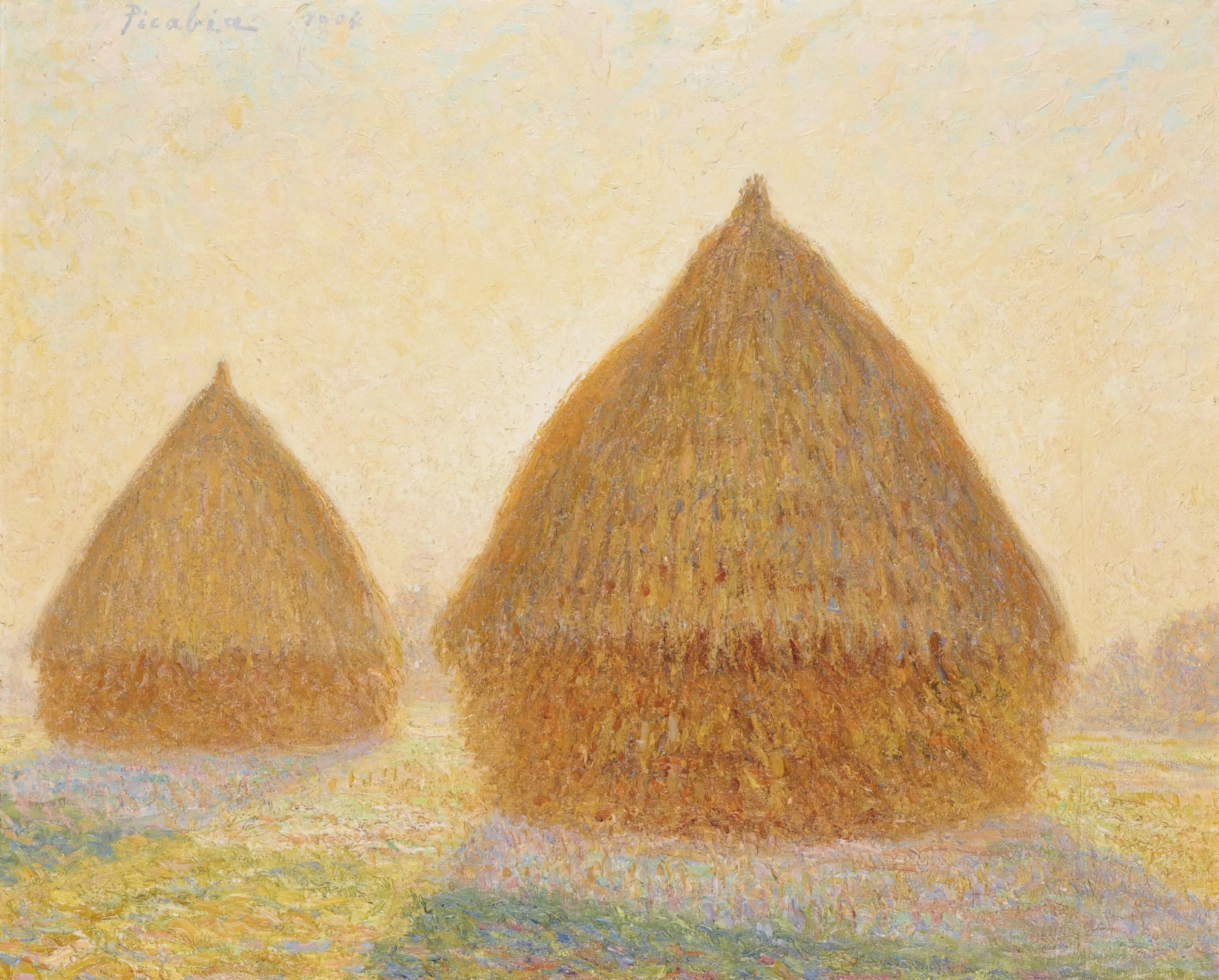
Meules à contre-jour, Moret, le soir (1904)
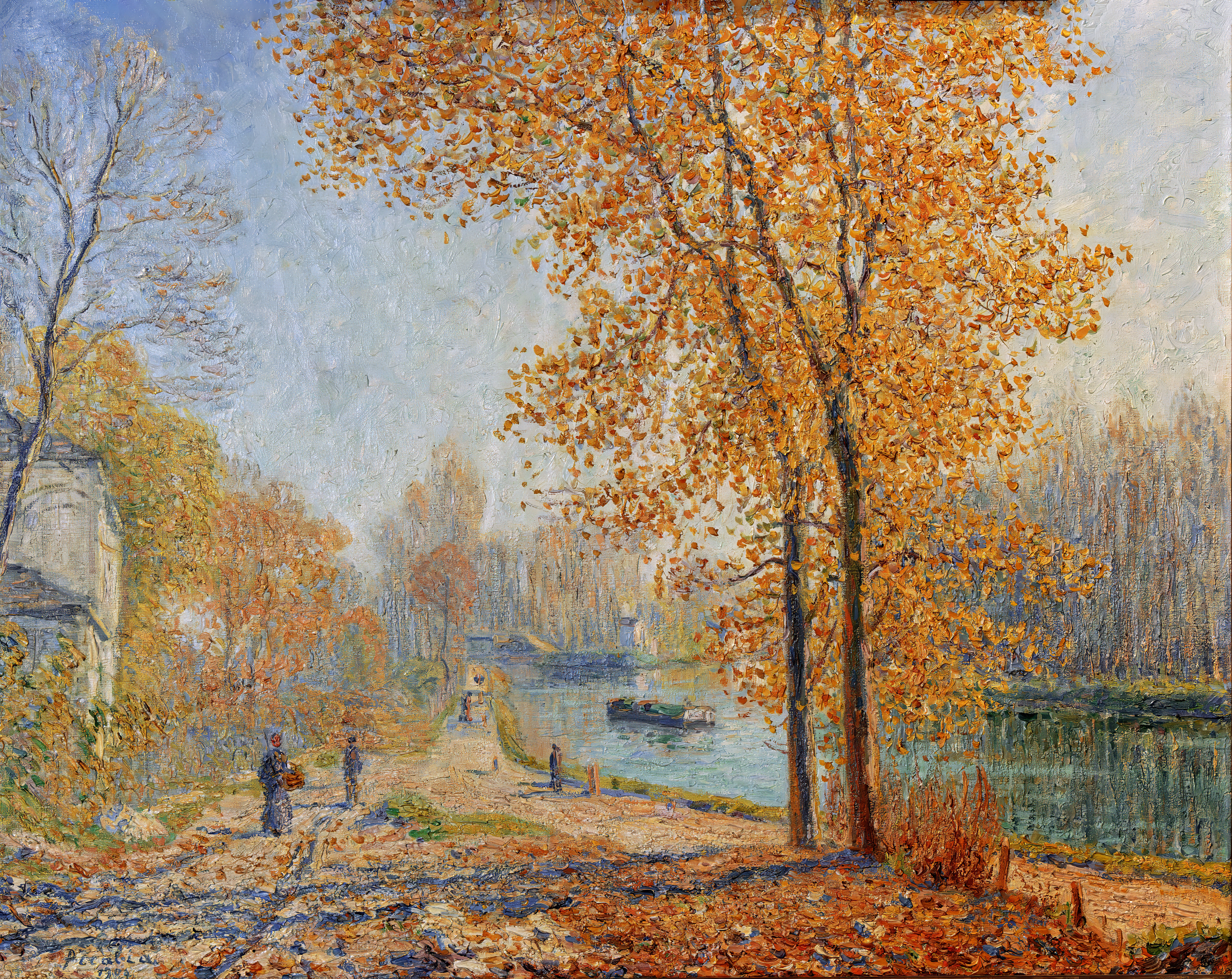
Les Bords du Loing ; effet d'automne le matin à Moret (1904)
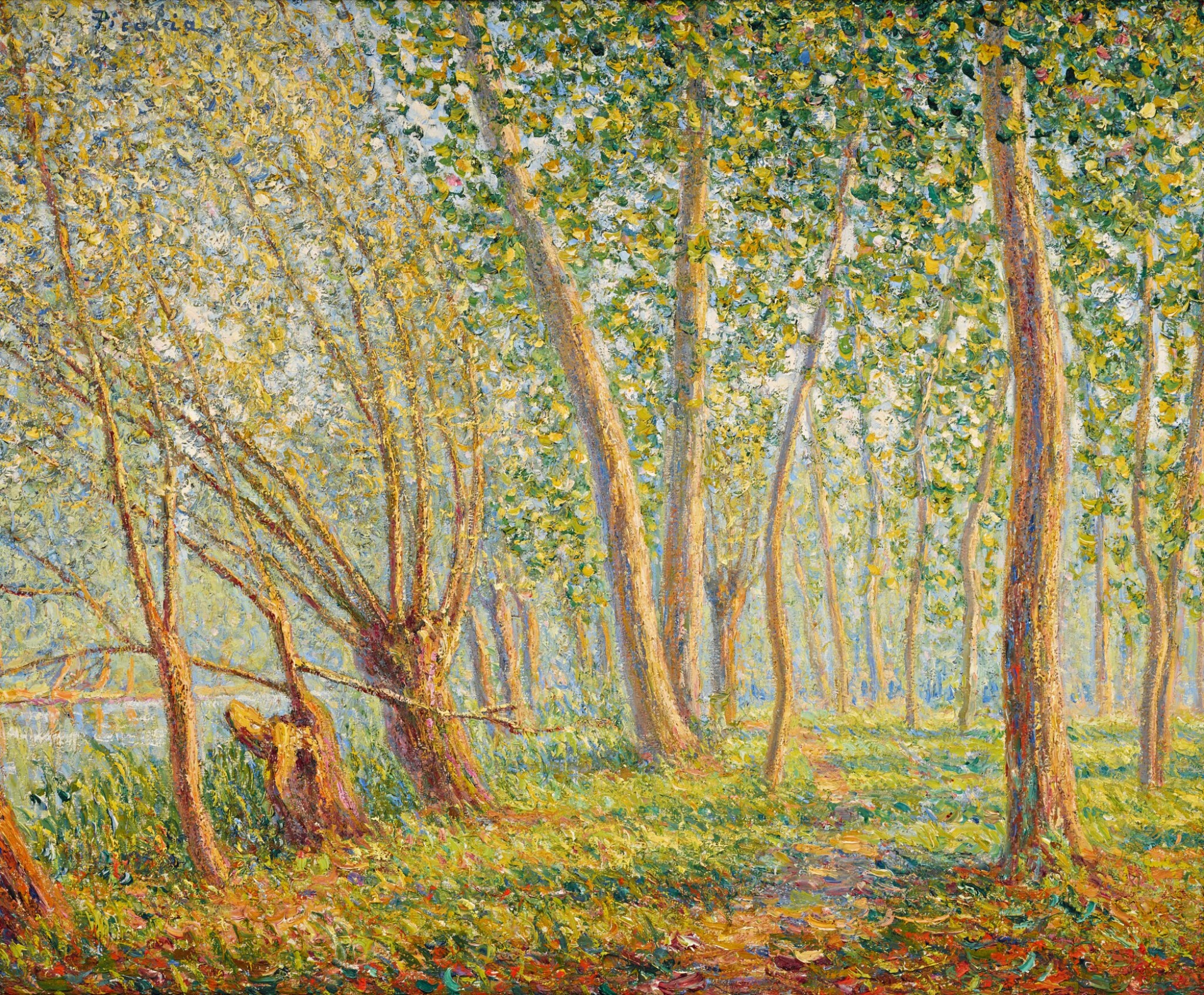
Les Vieux saules à Moret (1904-1905)
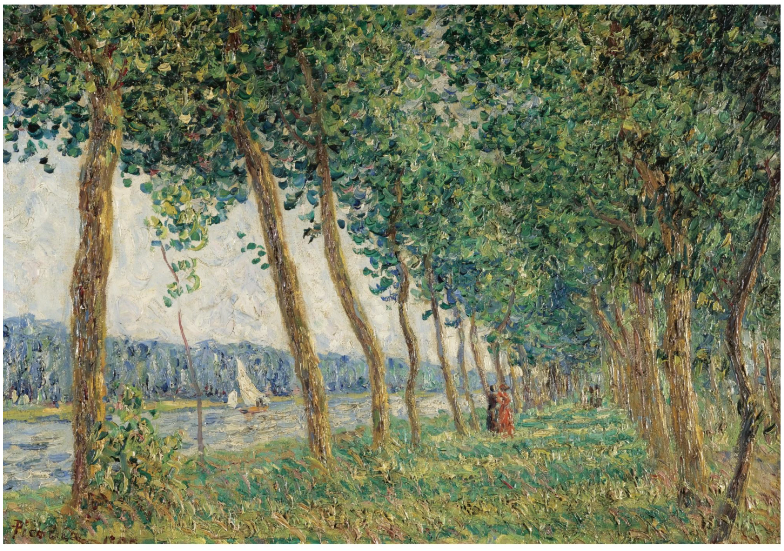
Bords du Loing (1905)
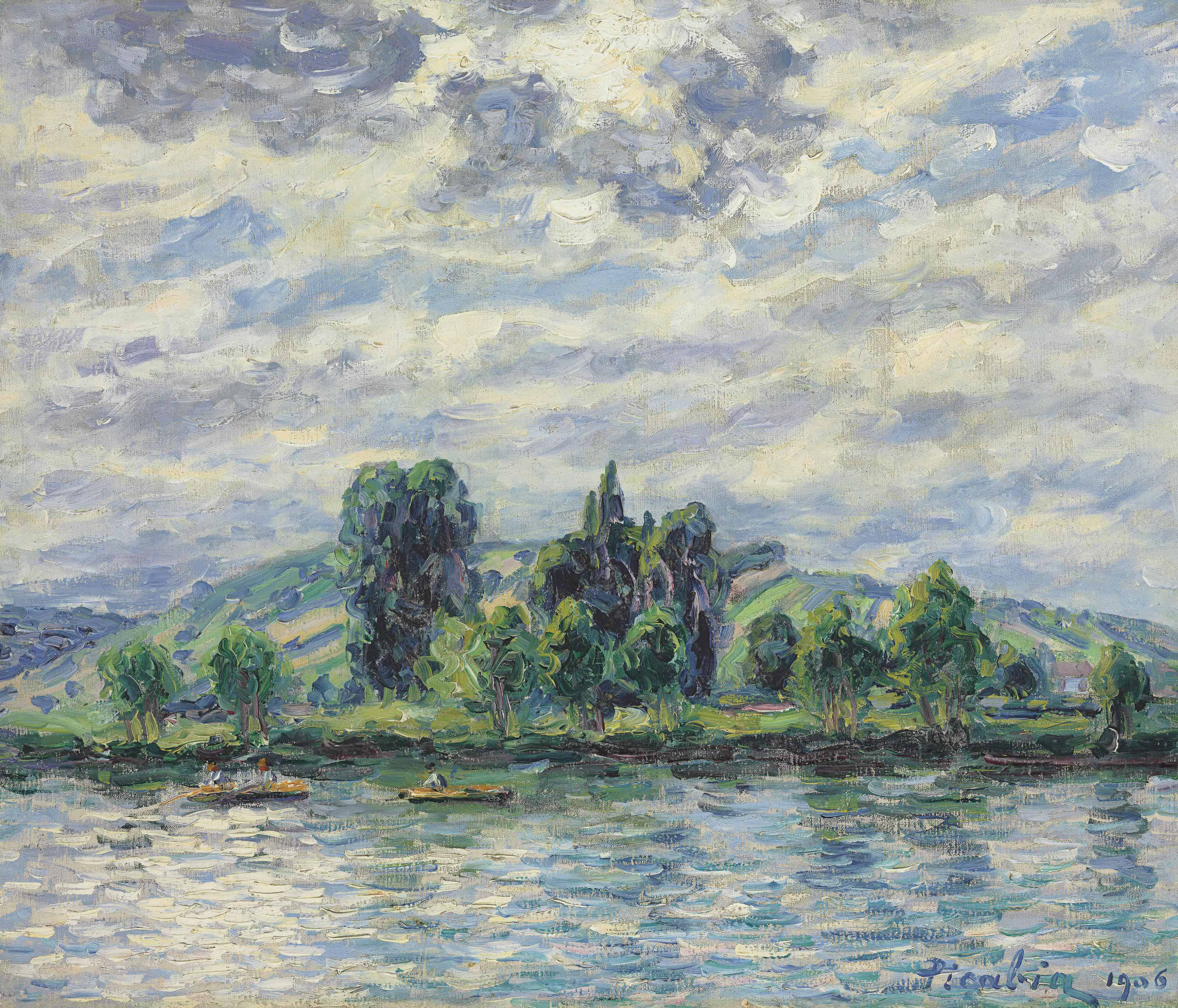
Bords de l'Yonne, effet de soleil (1906)
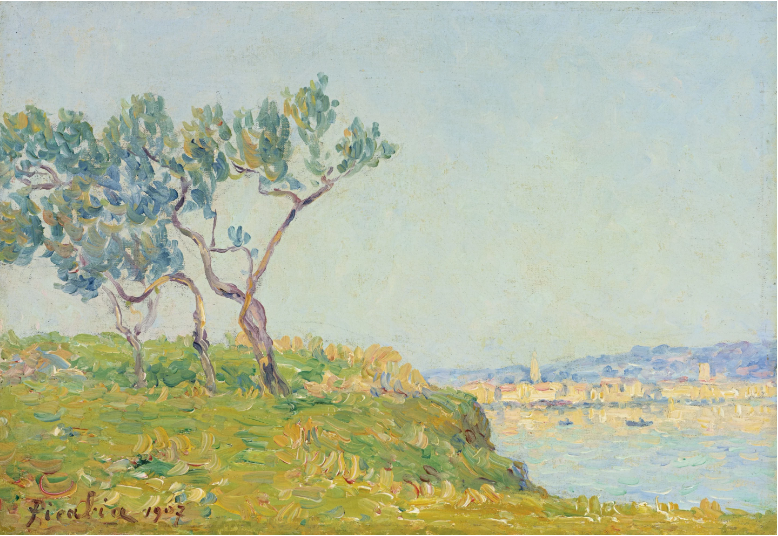
Les Martigues, effet du matin (1907)
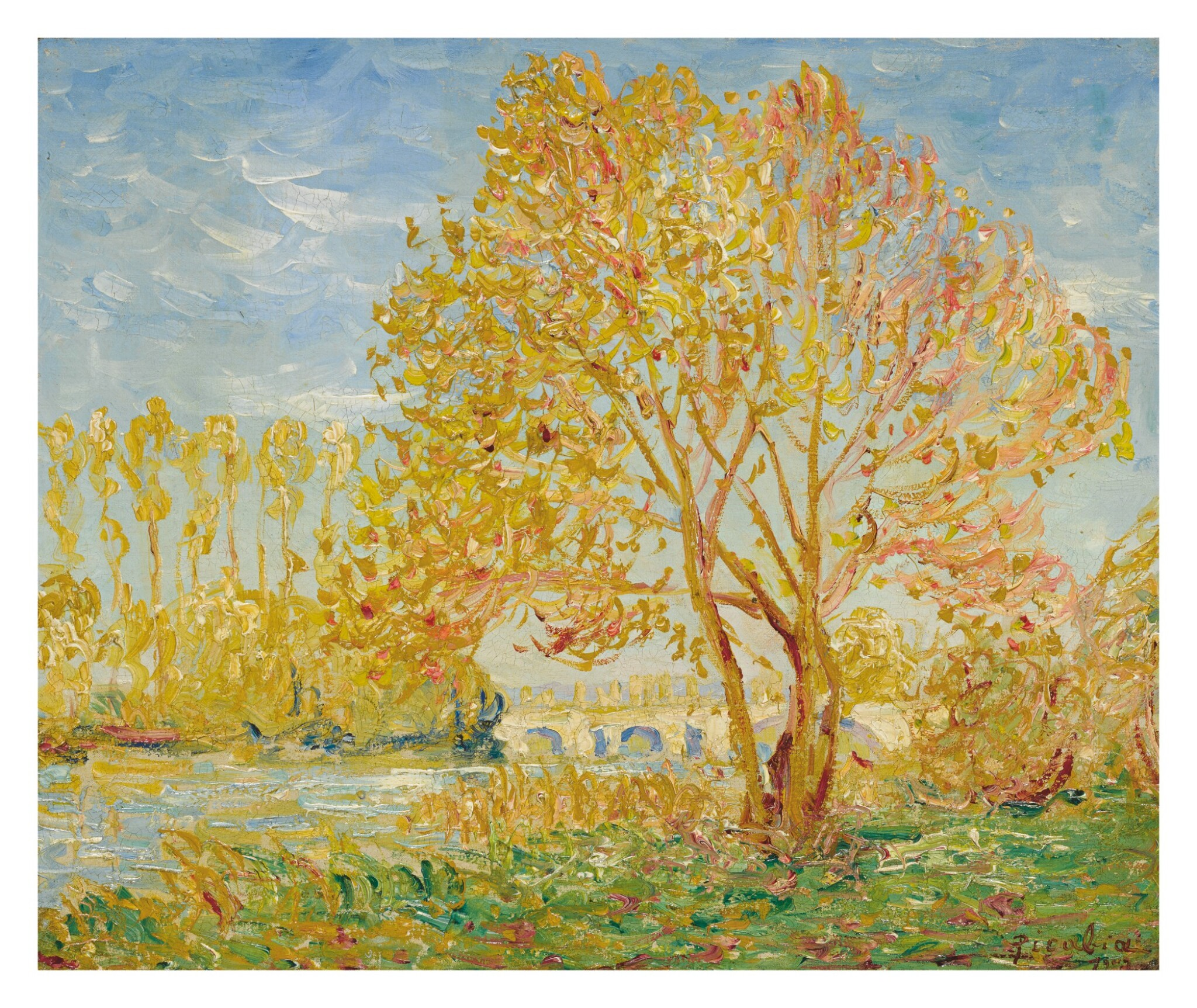
Effet d'automne dans l'Yonne (1907)

### Vers l'abstraction
À l'heure de la photographie, Picabia cherche un autre mode d'expression, « une peinture vivant d'elle même hors de toute reproduction objective ».
En 1909, il épouse Gabriële Buffet, musicienne liée ensuite au mouvement Dada. Ensemble, ils ont une fille, Laure Marie Catalina, née en 1910 et un garçon, Pancho Gabriel François, en 1911, puis en 1913 une deuxième fille, Gabrielle Cécile, dite « Jeannine », qui deviendra une résistante importante de la Seconde Guerre mondiale.
À cette époque, Picabia s'essaie au pointillisme, peint de manière très colorée à la manière des Fauves et fait ses premières incursions dans le domaine de l'abstraction. Ces expériences lui valent la rupture de contrat de son marchand Danthon.

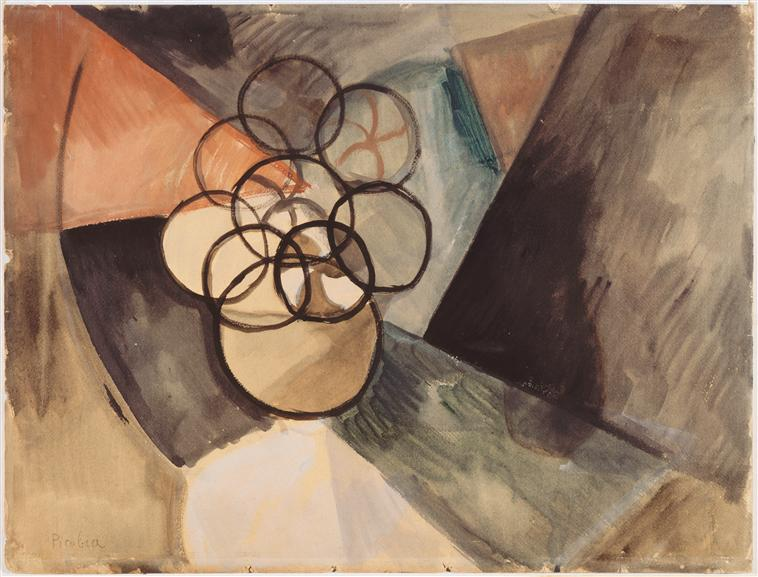
Caoutchouc, une des premières œuvres abstraites (1909), Centre Pompidou.

Son aquarelle Caoutchouc de 1909 (musée national d'Art moderne, Paris), qui avait été antidatée de 1907, fut considérée plusieurs années plus tard, en 1930, comme une des œuvres pionnières et fondatrices de l'art abstrait. Elle pourrait représenter des rebonds d'une balle en caoutchouc ou plus vraisemblablement une nature morte stylisée.

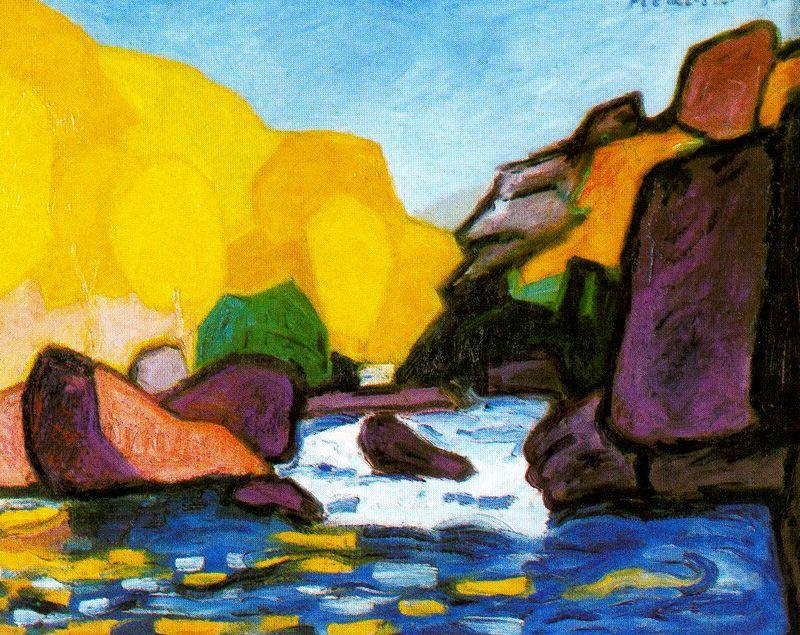
Bords de la Sédelle (1909), Centre Pompidou

Ses nouveaux paysages sont plus épurés, essentialisés avec des applats de couleur évoquant la peinture Nabi (Bords de la Sédelle, 1909).
En 1911, il rejoint le groupe de Puteaux qui se réunissait dans le studio du peintre Jacques Villon, frère de Marcel Duchamp. Il rencontre ce dernier au salon d'automne (octobre 1911). Il devient aussi orphiste et monte en 1912 à Puteaux, avec Duchamp et Apollinaire, le Salon de la Section d'Or, avant de connaître un premier succès international à l'exposition de l'Armory Show de New York, en 1913.
Marqué par la Broyeuse de chocolat et le concept du ready-made de Marcel Duchamp, il confectionne, dès 1913, une série d'œuvres où il reprend l'esthétique du dessin industriel, recopiant ou simplifiant des images qu'il trouvait dans le magazine de vulgarisation scientifique La Science et la Vie.

### Dada
De 1913 à 1915, Picabia se rend plusieurs fois à New York et prend une part active dans les mouvements d'avant-garde, introduisant l'art moderne sur le continent américain.
En 1914, la Grande guerre éclate et Picabia vacille entre les Etats-Unis et l’Espagne des années 1914 à 1918.
En 1916, après une série de compositions «mécanistes», où il traite les objets manufacturés avec une distante ironie[réf. nécessaire], il lance à Barcelone la revue 391 et se rallie au dadaïsme.
En 1918, « […] à cause de ses excès, […] [il est conduit, en 1918,] en Suisse pour [10 mois] de convalescence […], [et durant cette période] Picabia est […] en contact avec Tristan Tzara et des Dadaïstes de Zurich […] ». Ainsi, après avoir côtoyé à New York Marcel Duchamp, Man Ray, Arthur Cravan et Henri-Pierre Roché, Picabia se rapproche des artistes zurichois.
En 1919, Picabia retourne en France et apporte avec lui l'idéologie DADA en vogue dans le Cabaret Voltaire à Zurich. Au début du XXe siècle, Paris est une ville sans mouvement artistique en vogue et en attente d'une nouvelle vague de nouveaux artistes. Les anciens artistes ne produisent plus de manière régulière puisqu'ils ont été gravement décimés et tourmentés par la guerre. Picabia et les dadaïstes parisiens qui se regroupent autour, entre autres, de sa figure, de celle de Tzara et de celle d'André Breton. Tous prônent la polémique, l'iconoclasme et le sacrilège de l'art. Picabia et ses amis s'agitent autour de dada en électron libre, en étant presque en principe «anti-tout».

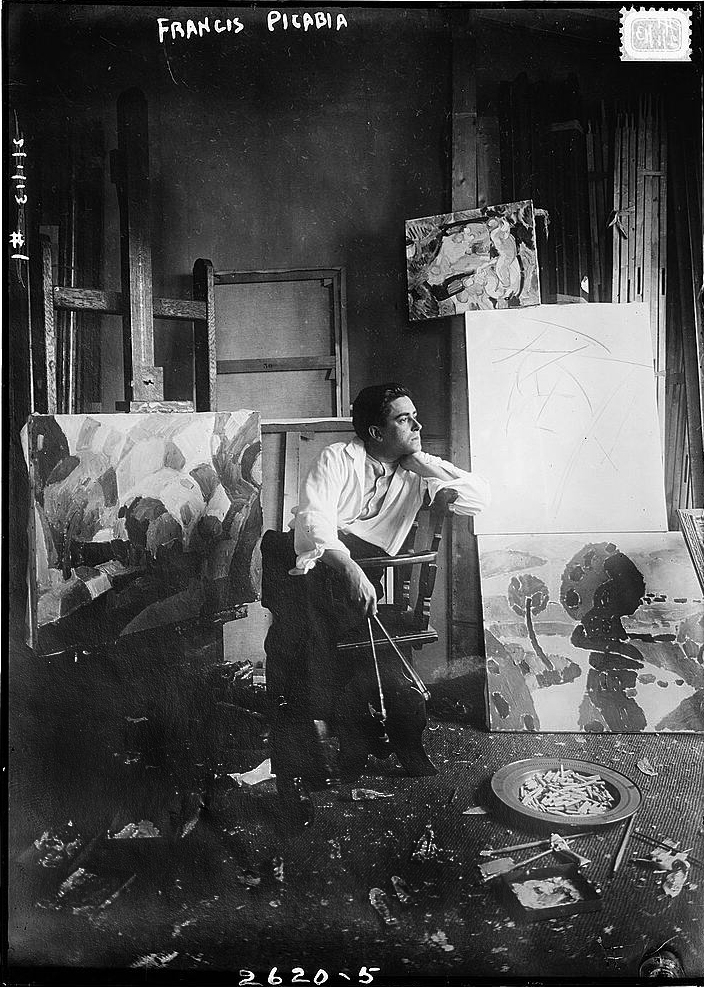
Francis Picabia vers 1910-1915.

En 1921, las des querelles et des provocations, Picabia rompt avec ses anciens complices. « J'ai inventé le dadaïsme ainsi qu'un homme met le feu autour de lui, au cours d'un incendie qui gagne, afin de ne pas être brûlé », écrit Francis Picabia en 1947[réf. nécessaire]. Il n'en demeurera pas moins fidèle au côté iconoclaste des dadaïstes dans ses écrits et avec ses tableaux résolument provocateurs, tel son L’Œil cacodylate simplement couvert des signatures de ses amis, se moquant du fait que la signature de l'artiste est ce qui confère de la valeur à une œuvre.
Mobilisé pour la guerre en 1914, Picabia réussit à obtenir une mission pour Cuba. Il descend à New York où il retrouve ses amis. Inspiré par sa passion de la mécanique automobile, Picabia crée une série de peintures et de collages à sujets mécaniques. Il détourne la figuration proprement dite des moteurs et des engrenages pour s'en servir à des fins humoristiques, symboles des penchants humains, de l'amour et de la pulsion sexuelle.
En 1917, il rencontre Germaine Everling avec laquelle il part, en 1918, pour Lausanne. Quand elle rentre à Paris, Picabia est assailli à coups de feu par Costica Gregori qui lui reproche d'avoir eu des relations avec son épouse, Charlotte, artiste peintre sous le nom de « Charles ». Picabia revient alors vivre à Paris, voyageant souvent vers New York, la Normandie, la Côte d'Azur, et joue souvent dans les casinos avec des fortunes diverses. Un fils, Vincent dit « Lorenzo », nait en septembre 1919 de sa liaison avec Germaine Everling. En 1924, Olga Mohler (une Suisse alémanique) est embauchée pour s'occuper de Lorenzo. Picabia expose des œuvres inspirées des recherches optiques de Marcel Duchamp. Il hérite de la fortune de son oncle décédé.
En 1917, il fonde à Barcelone la revue 391 (en hommage à la revue 291 d'Alfred Stieglitz éponyme de la galerie de New York), à laquelle participent Duchamp et Man Ray.

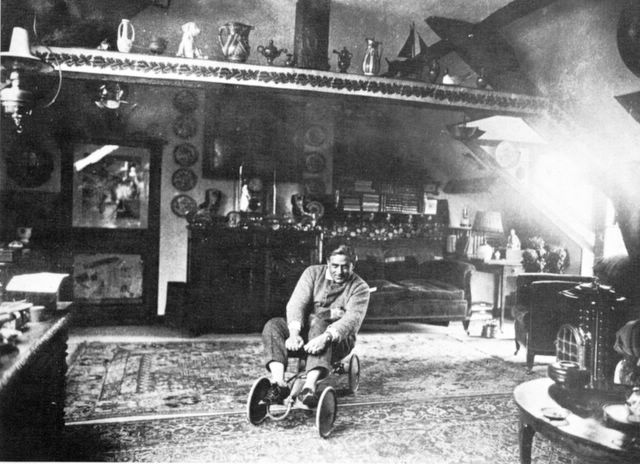
Picabia dans sa Maison rose au Tremblay-sur-Mauldre.

Malgré son apostrophe ancienne à l’encontre du couturier, « Merde pour les collections parfumées de M. Doucet », Francis Picabia est l'un des artistes favoris de Jacques Doucet qui lui achète à plusieurs reprises des toiles et des dessins pour orner ses demeures, conseillé par André Breton. Picabia entretient des relations suivies avec Jacques Doucet, au-delà de la période de collaboration de Breton à la Bibliothèque littéraire. Il cède à Doucet pour ses collections littéraires divers manuscrits, des articles de la revue Comoedia, dont celui de Picabia se sépare de Dada ainsi que les maquettes de la revue 391. Quelques années après la mort du collectionneur, Picabia remet à la bibliothèque, pour compléter ces éléments, les 13 volumes de ses Albums, qui constituent un récapitulatif au jour le jour des péripéties du mouvement Dada, composé de documents originaux, de dessins, de coupures de presse, mais également la correspondance reçue par Francis Picabia et sa compagne Germaine Everling au cours des années 1920. La Bibliothèque conserve également une grande partie des livres publiés par Picabia.
En 1975 et en 1978, Olga Picabia compléta cet ensemble par le don de lettres adressées à l'artiste.
Outre l'automobile et les jeux de hasard, il se passionne pour le cinéma et la photographie. Dans ses écrits sur le cinéma, il pressent le rôle prépondérant du cinéma américain. En 1924, il écrit le scénario du court-métrage Entr'acte, réalisé par René Clair, et destiné à être projeté à l'entracte de son ballet instantanéiste qu'il met en scène et dont il réalise les décors, Relâche (chorégraphie de Jean Börlin et musique d'Erik Satie, celui-ci y figurant d'ailleurs au tout début). Il travaille ensuite pour les Ballets suédois, de Rolf de Maré, pour lesquels il réalise de nombreux décors. Le 31 décembre de la même année, il propose une soirée unique, Ciné-Sketch, où trois scènes se déroulent en étant éclairées brièvement et en alternance.

Période Dada
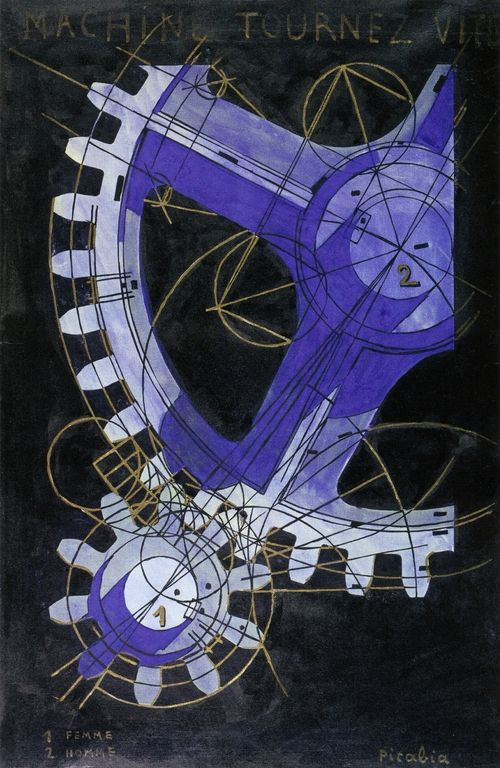
Machine tournez vite, 1917
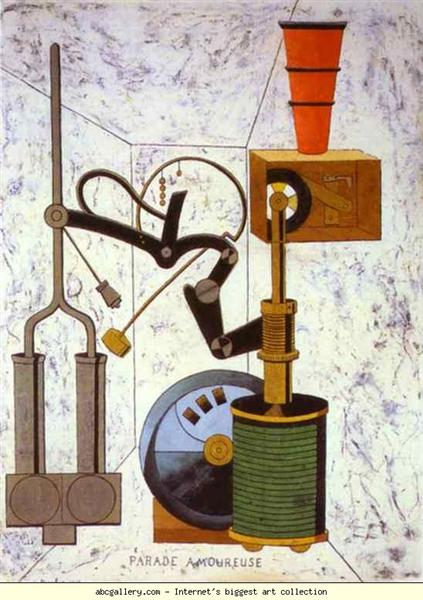
Parade amoureuse, 1917
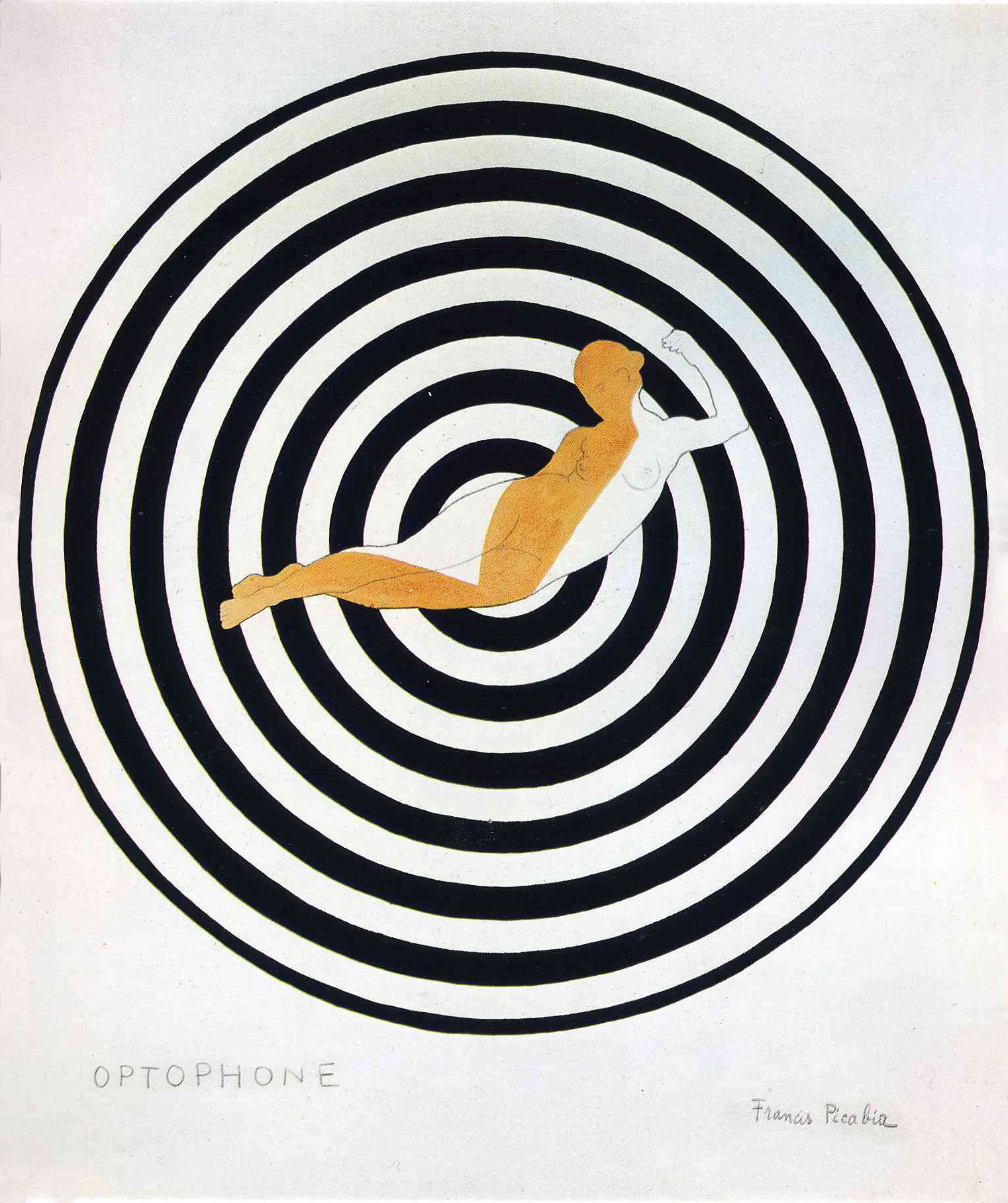
Optophone I, vers 1922
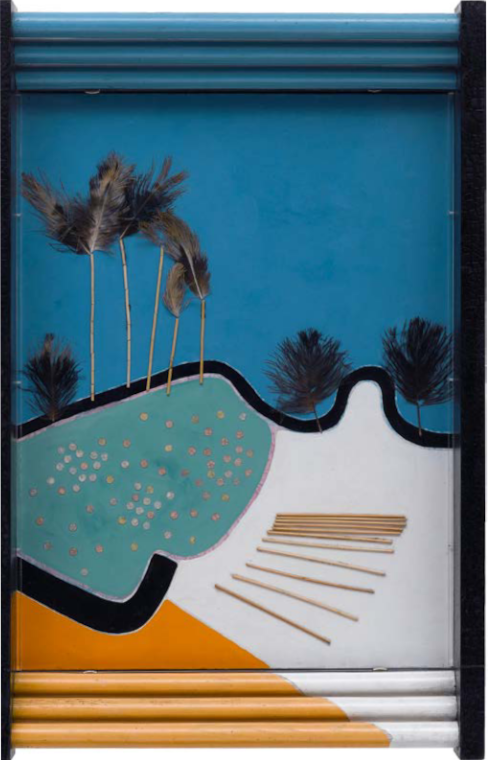
Plumes, vers 1924
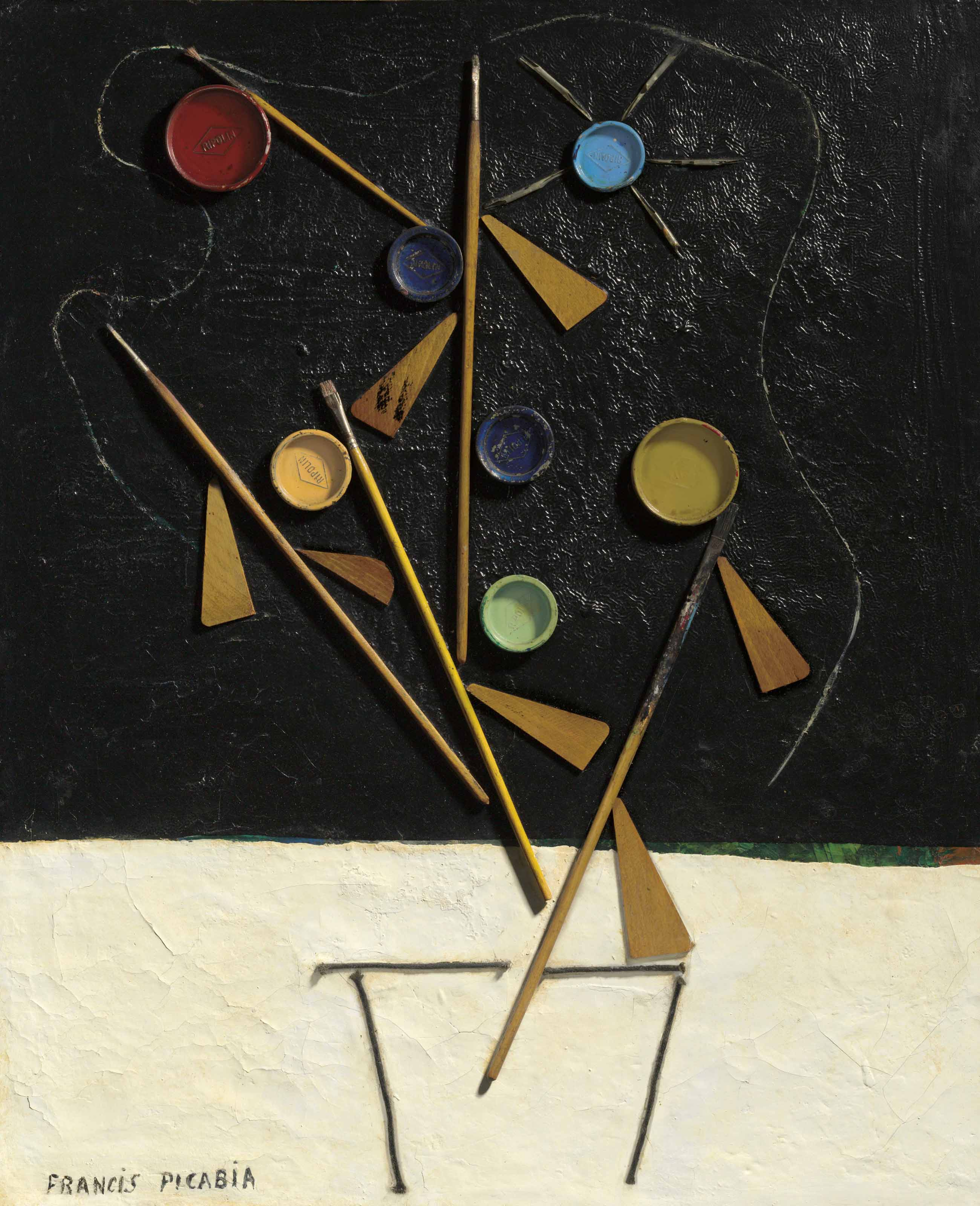
Pot de fleurs, vers 1924

Cubisme et surréalisme
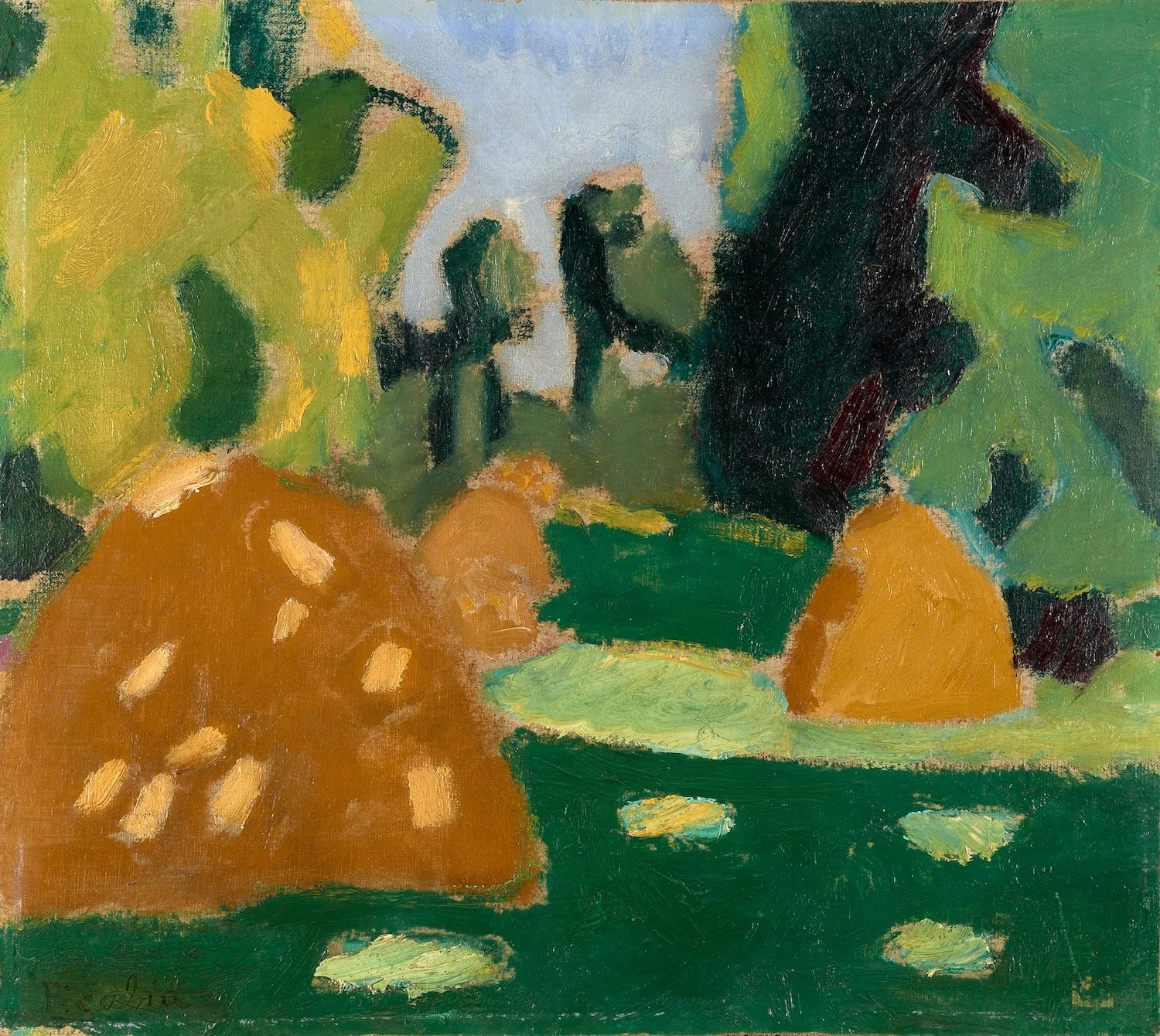
Les Meules (vers 1911), collection privée
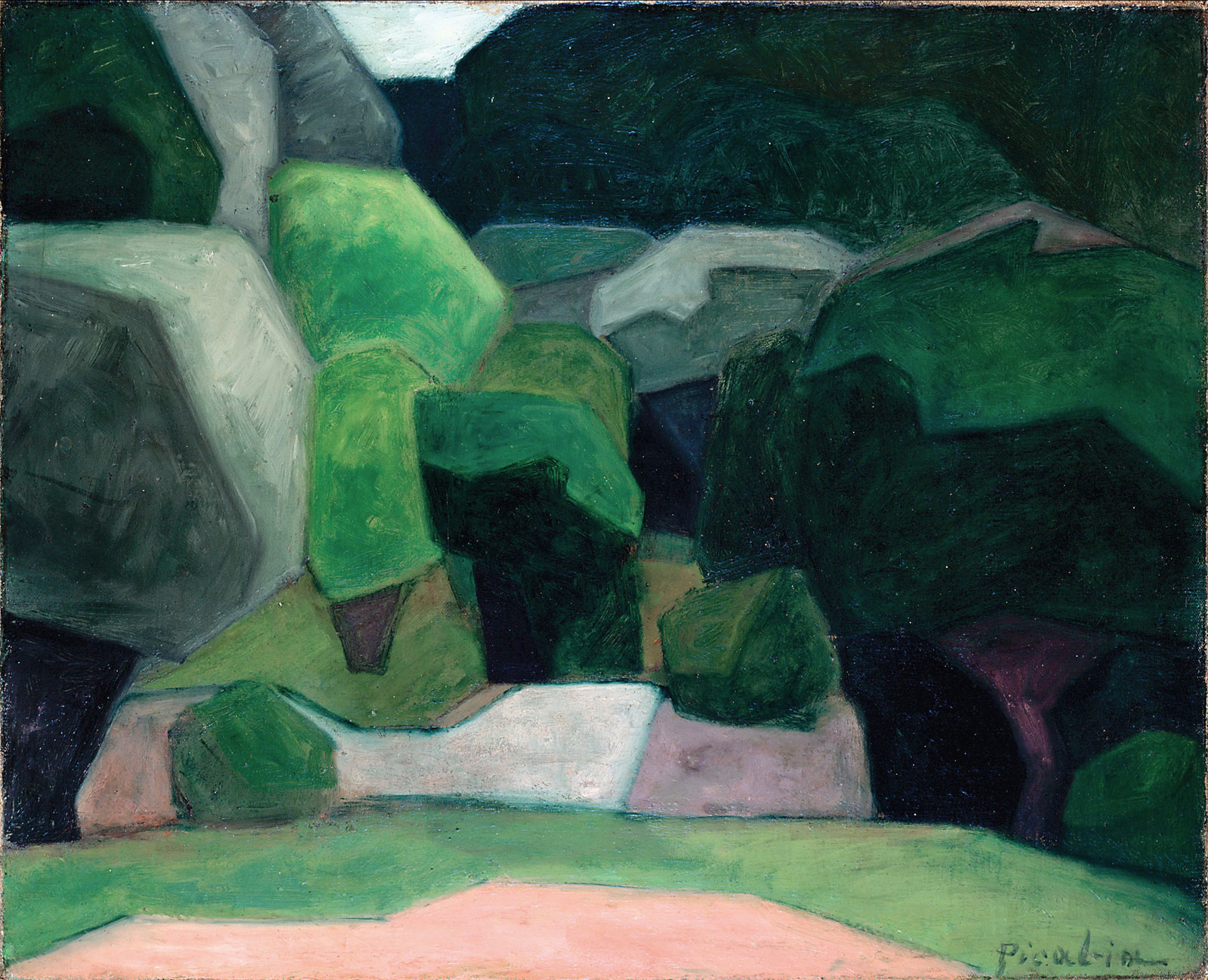
Paysage à Cassis, vers 1912
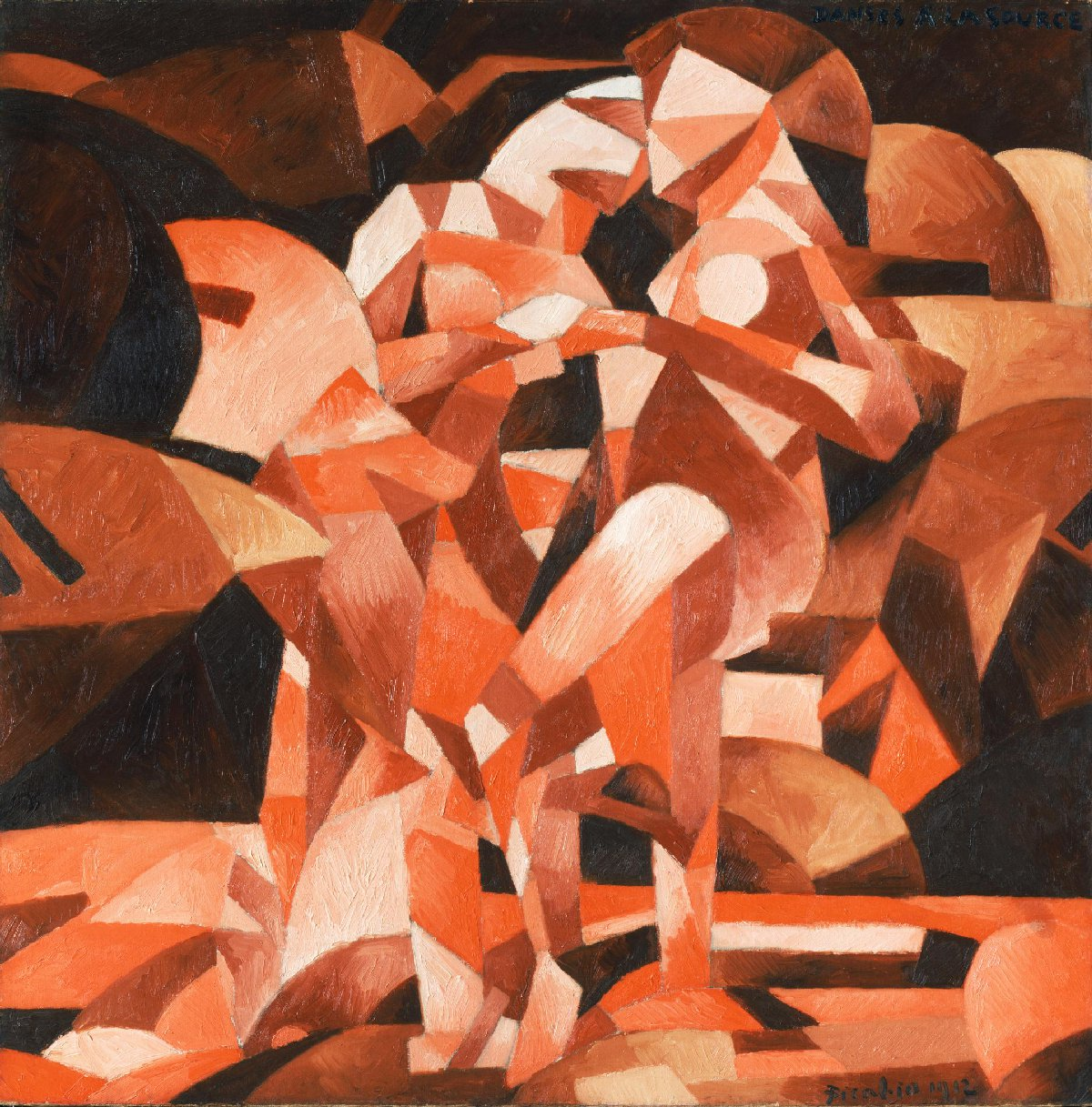
Danse au printemps, 1912
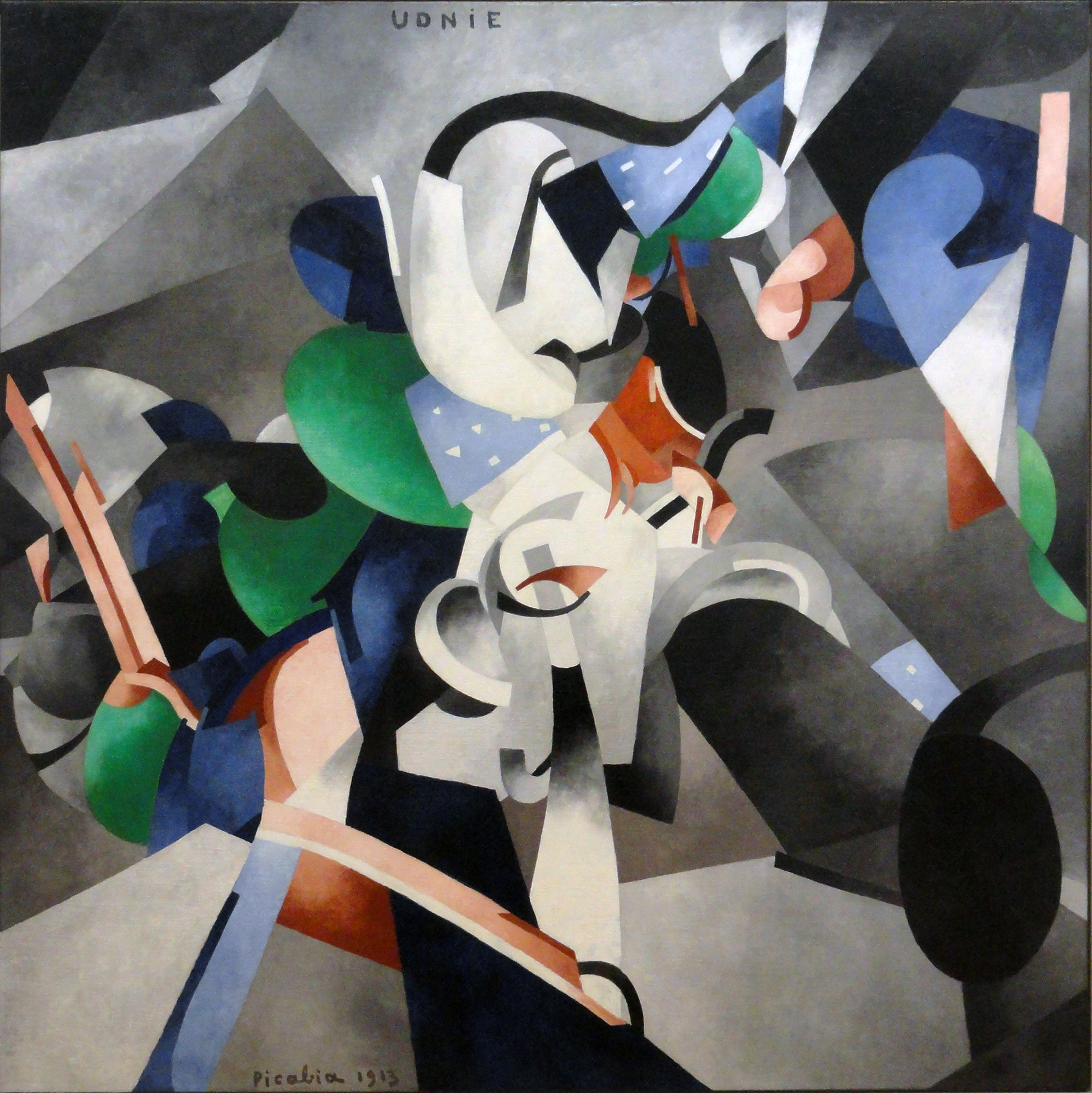
Udnie, 1913
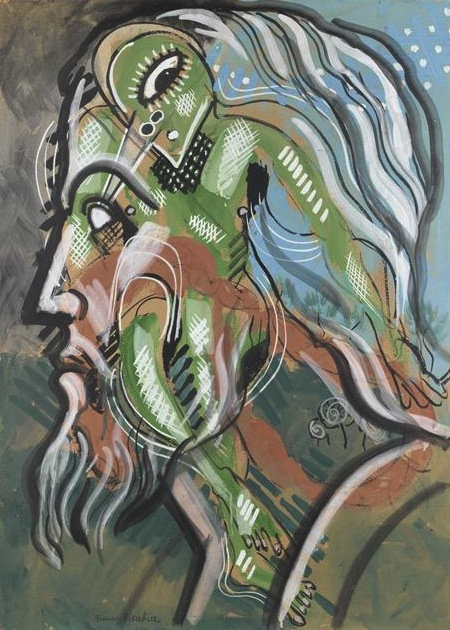
L'Homme nouveau, vers 1924
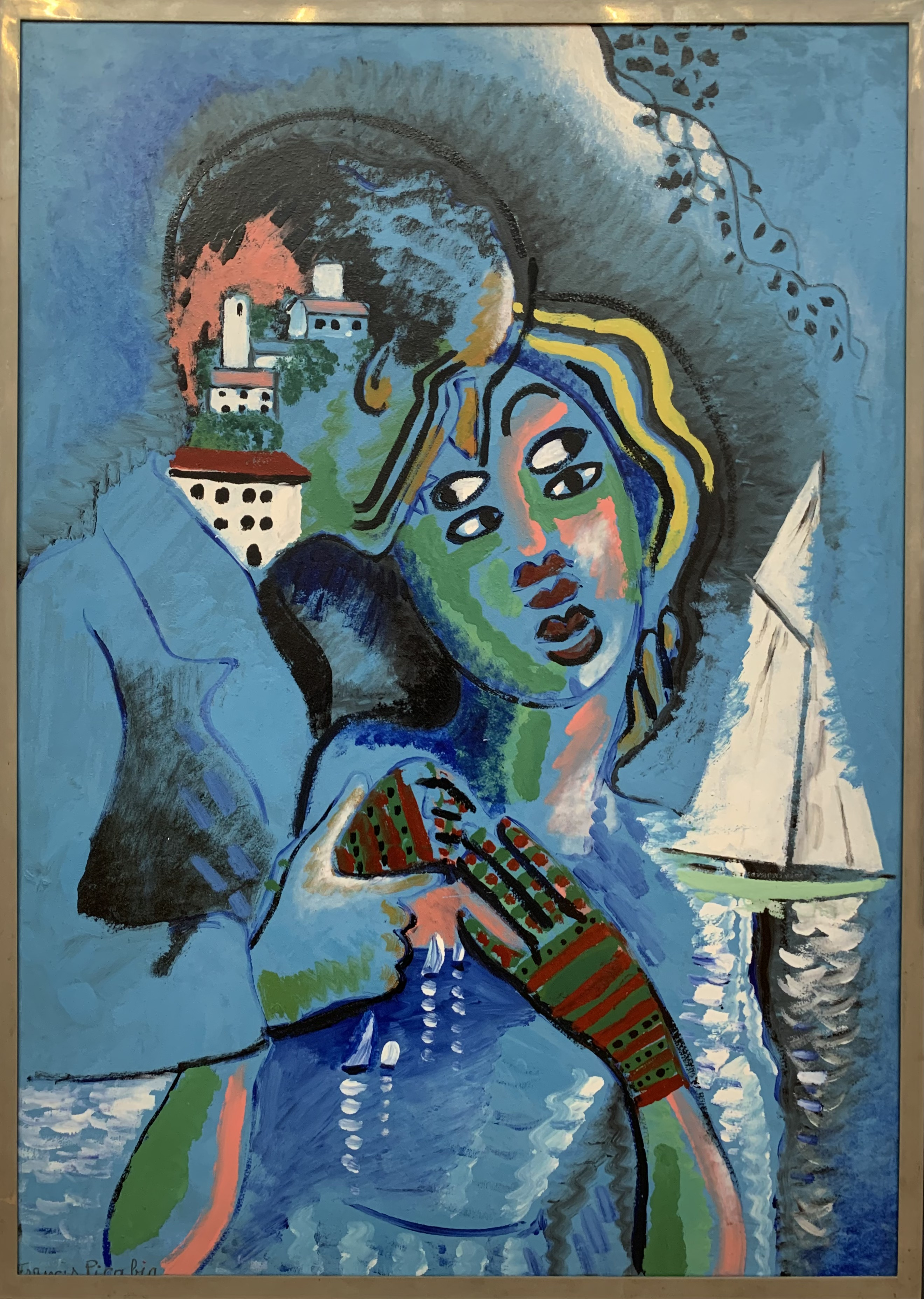
Idylle, v. 1926, musée de Grenoble.
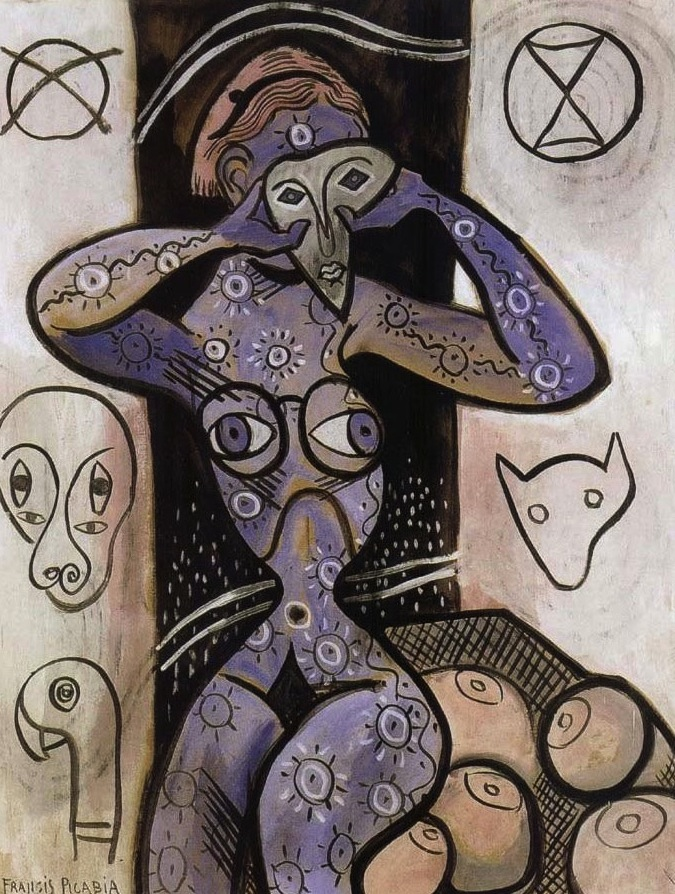
Les Seins, 1927

Il s'installe à Mougins en 1925 dans le Château de Mai. Il y mène durant quelques années une vie mondaine remarquée. Il continue de peindre, notamment sa série des transparences. Il prend ses distances avec Dada. Il commence une liaison avec Olga Mohler qui entraîne la séparation avec Germaine Everling en 1933, année où Picabia est fait chevalier de la Légion d'honneur.

Masques et transparences
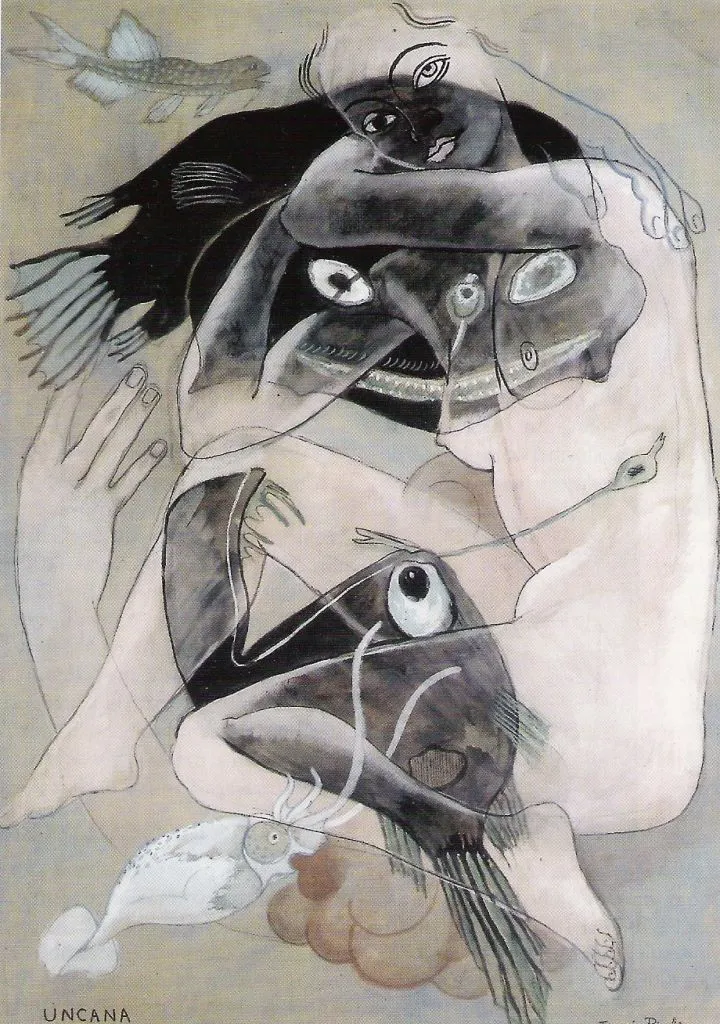
Uncana, 1929
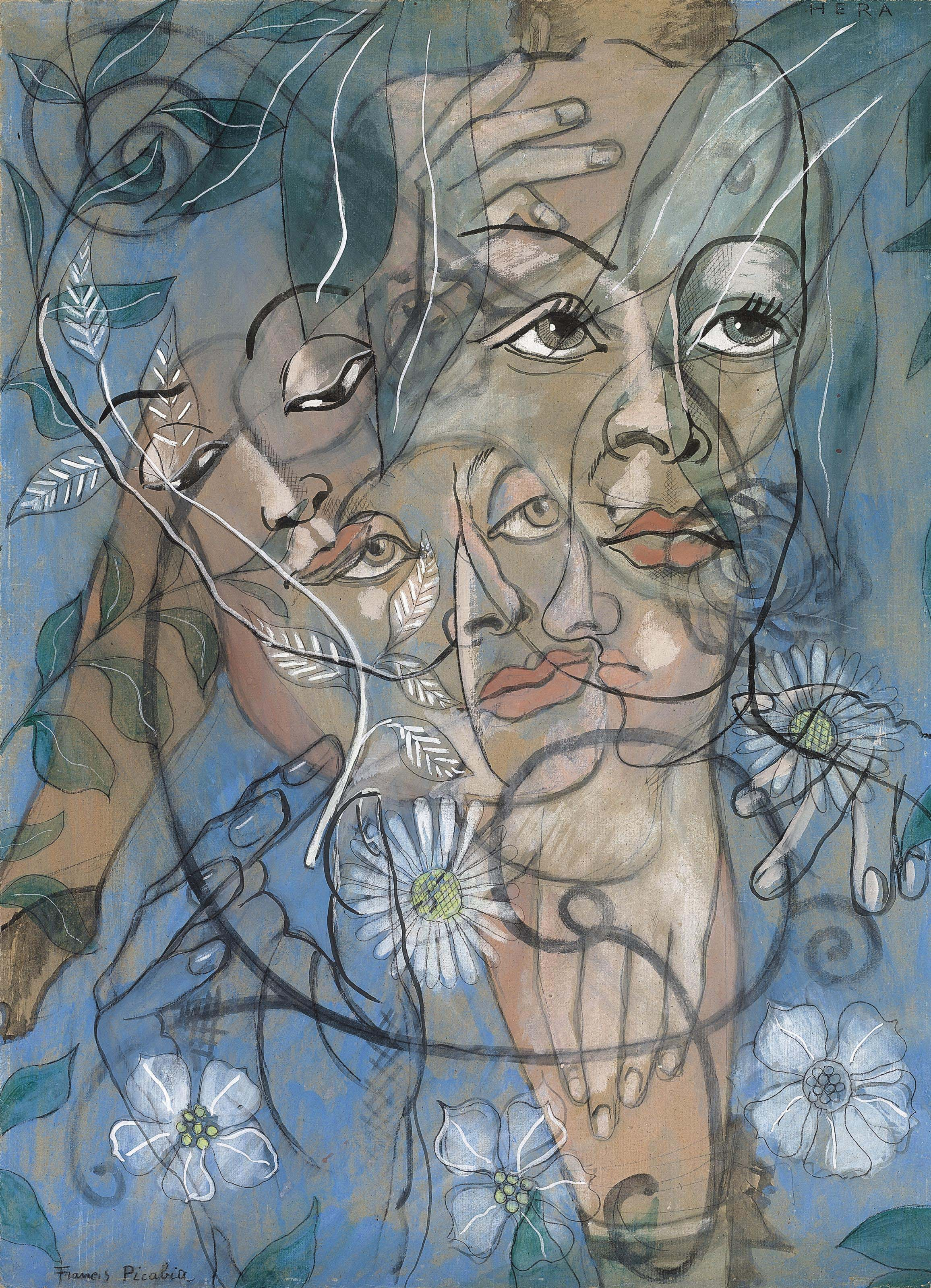
Hera, vers 1929
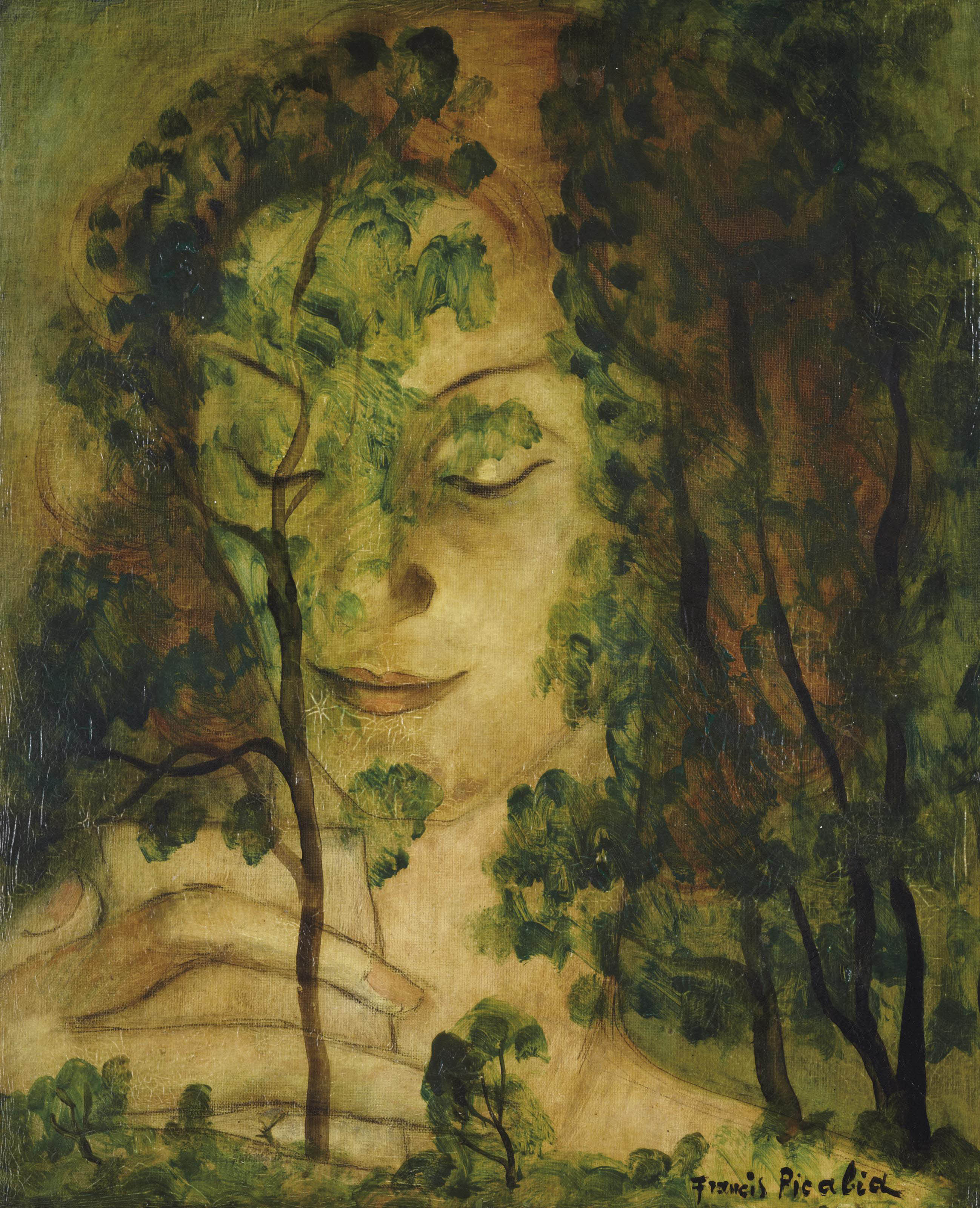
Femme aux arbres, 1930
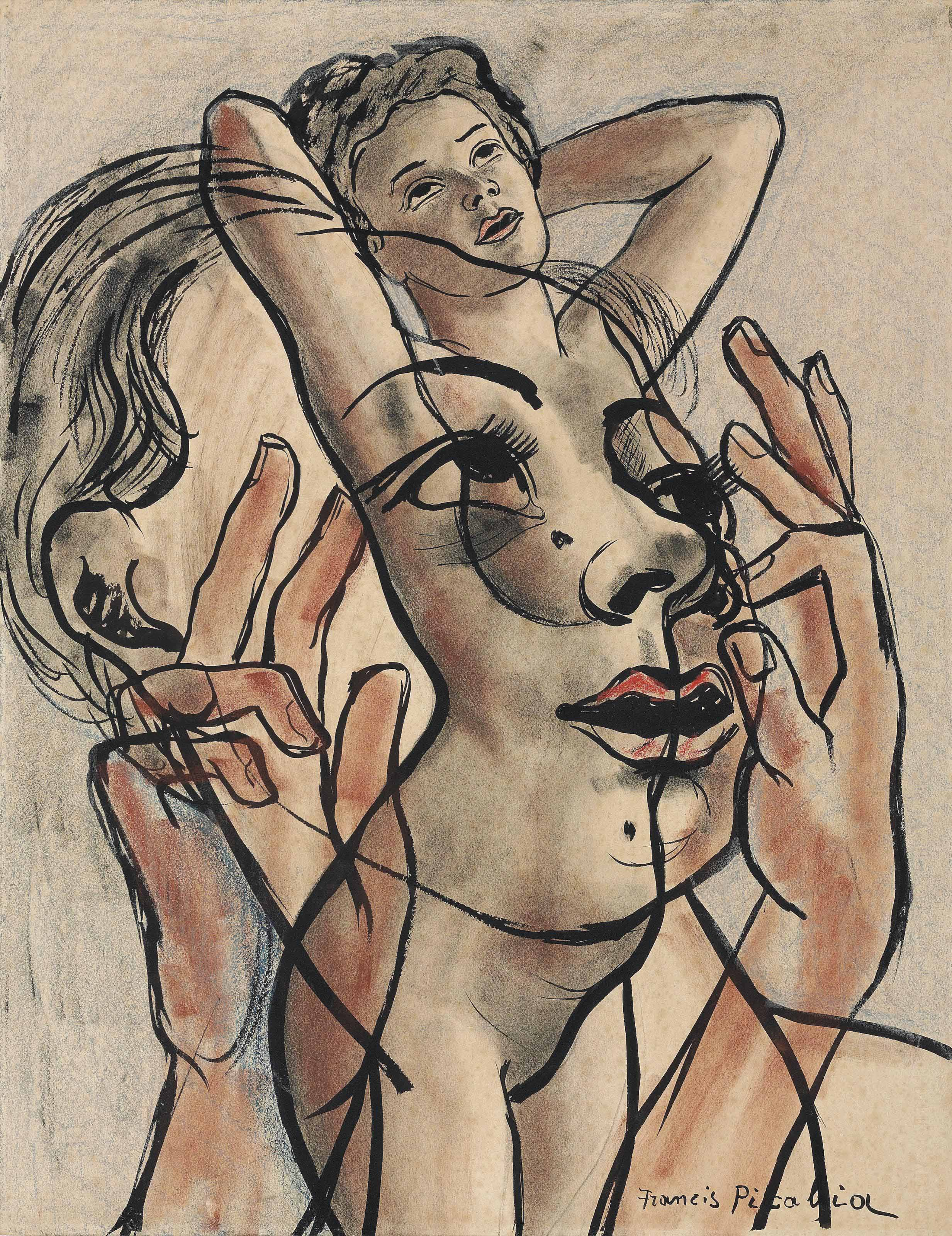
Volupté, 1932
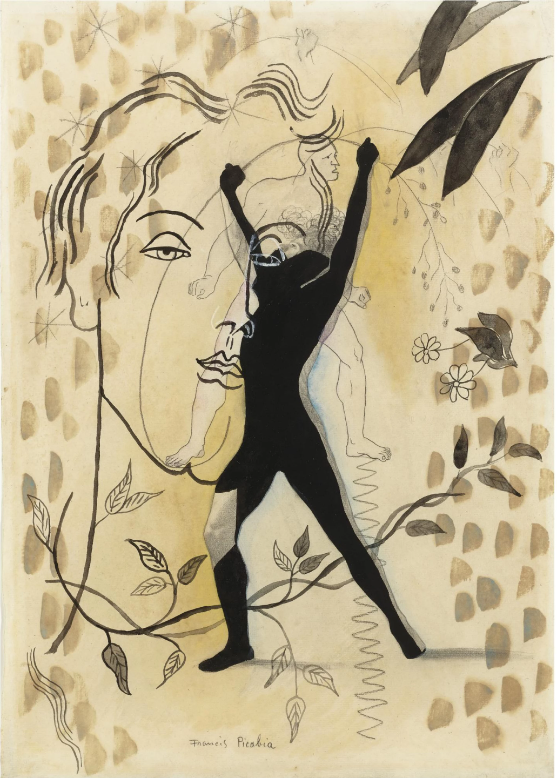
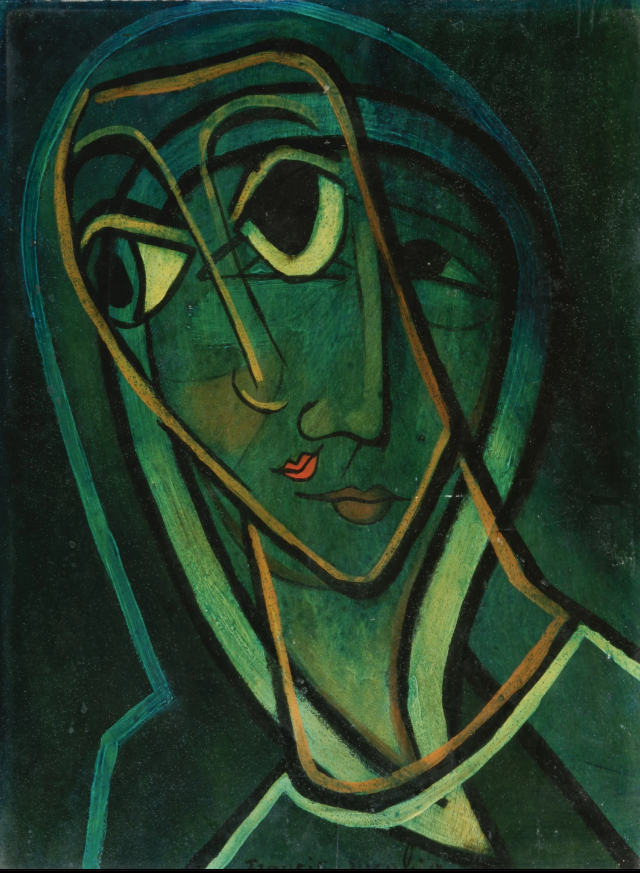
Surimpression Madonne, vers 1936
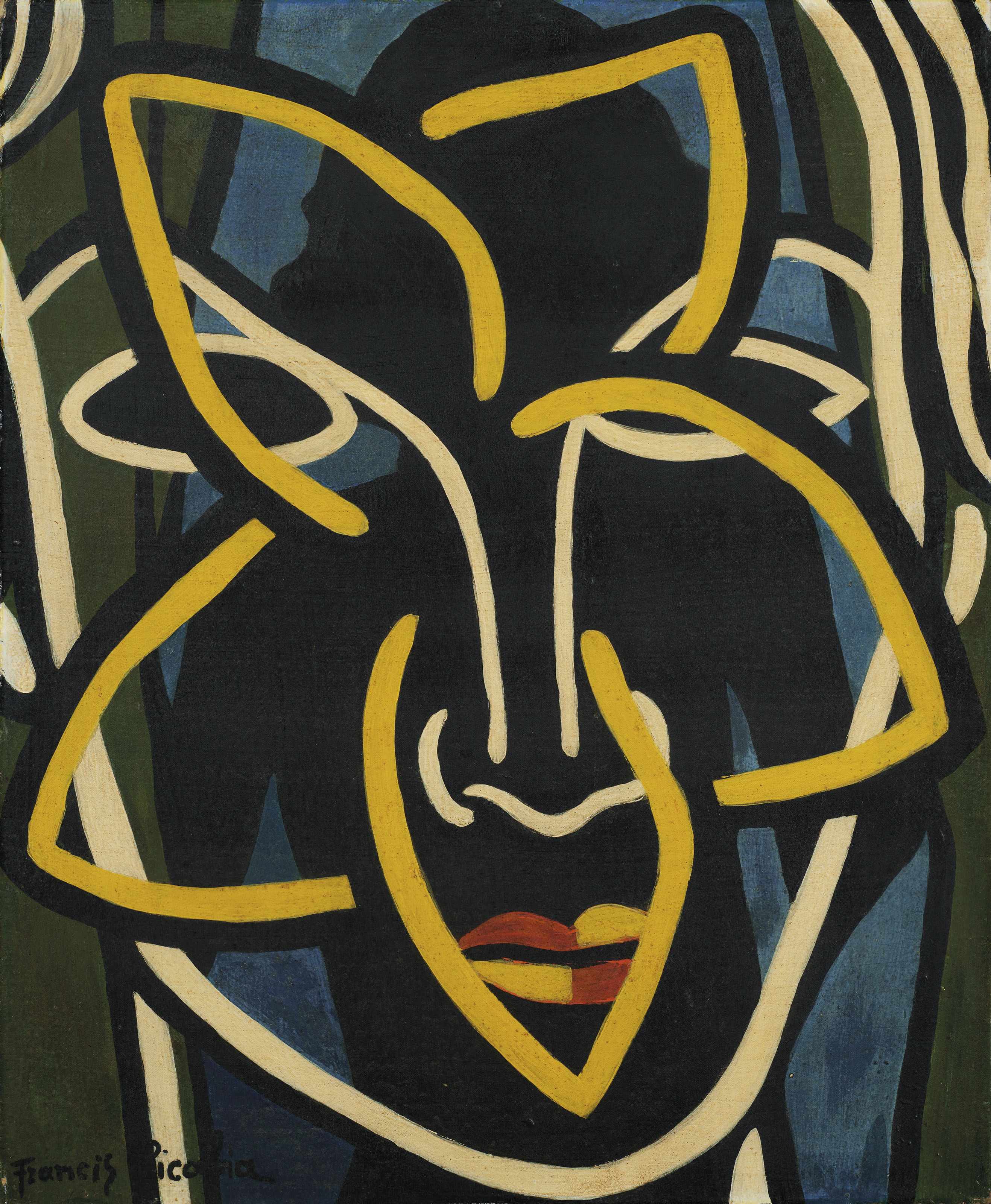
vers 1939

En 1935, il entame un cycle de peintures figuratives. Il vend son Château de Mai. Il partage ensuite son temps entre Paris et le Midi.
En ces temps de montée du fascisme, sa peinture La Révolution espagnole (1937) se montre désabusée, ambivalente, conflictuelle et paradoxale.

### L'occupation
En 1940, conviés sans doute par leur ami Robert Dumas — haut personnage des casinos, qui sera préfet du Lot de la Résistance, dit « le préfet des bois » —, qu'ils ont connu à Monte-Carlo, Francis Picabia et Olga Mohler se réfugient chez les Dumas à Calamane dans le Lot. Ils s'y marient le 14 juin. Mme Dumas est leur témoin. Ils reviendront plus tard à Golfe Juan. Ils s'installent ensuite à Tourrettes-sur-Loup, puis à Felletin dans la Creuse.
Il peint des tableaux réalistes, souvent repris de photographies publiées dans des magazines (dont des magazines de charme,).
En peignant l'inquiétante Résistance d'après un portrait photographique de Marlene Dietrich réalisé en 1942 par László Willinger (en), Picabia se pose en précurseur du pop art américain des années 1960. Possible clin d’œil à la situation politique, L'Adoration du veau s'inspire du collage Le Dictateur d'Erwin Blumenfeld (1937) publié dans Paris Magazine de juin 1939, qu'il flanque d'autres mains levées renforçant le grotesque et renvoyant à la virulence des dadaïstes allemands,.

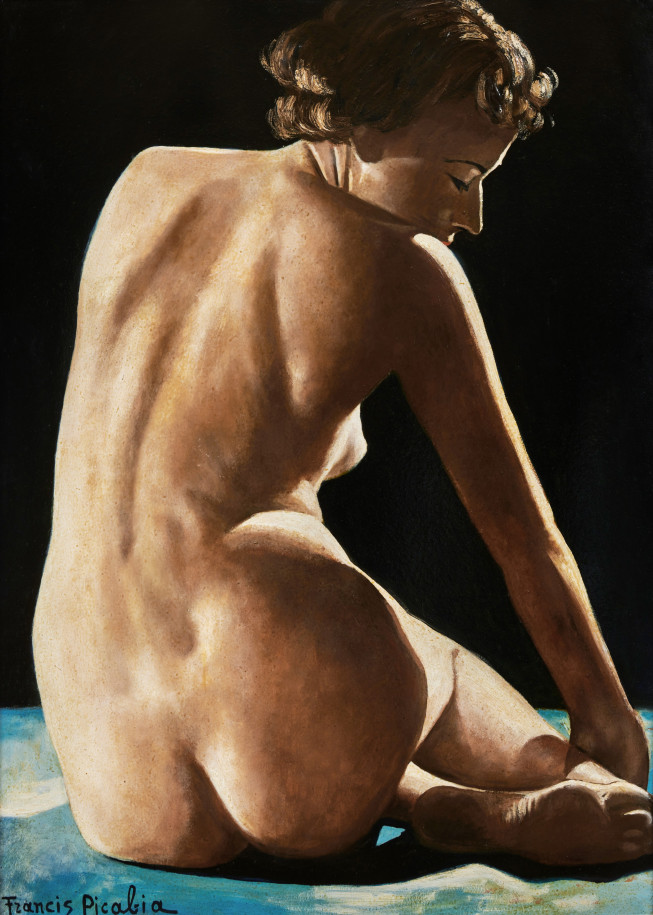
Nu de dos, vers 1940
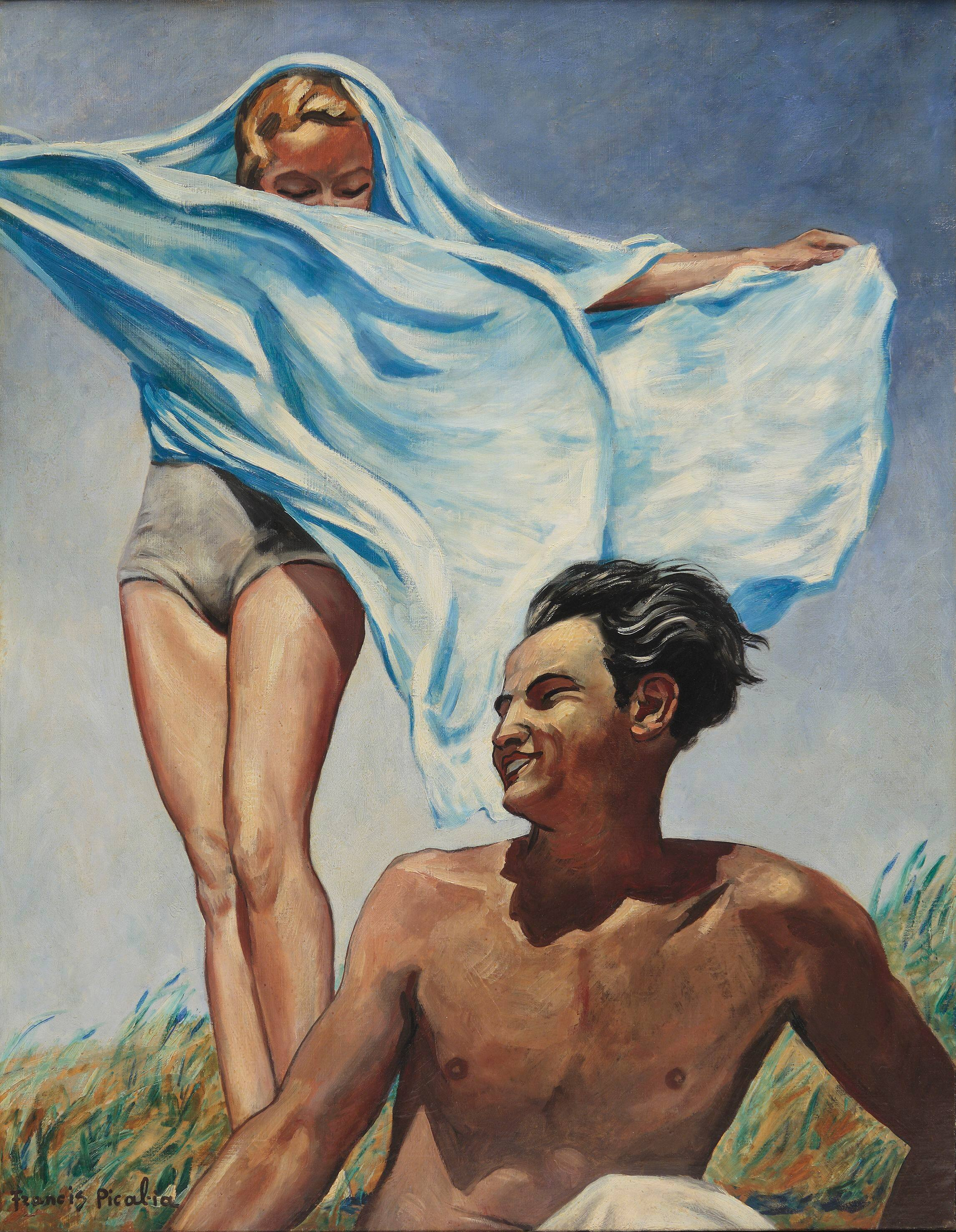
Printemps, 1941-42
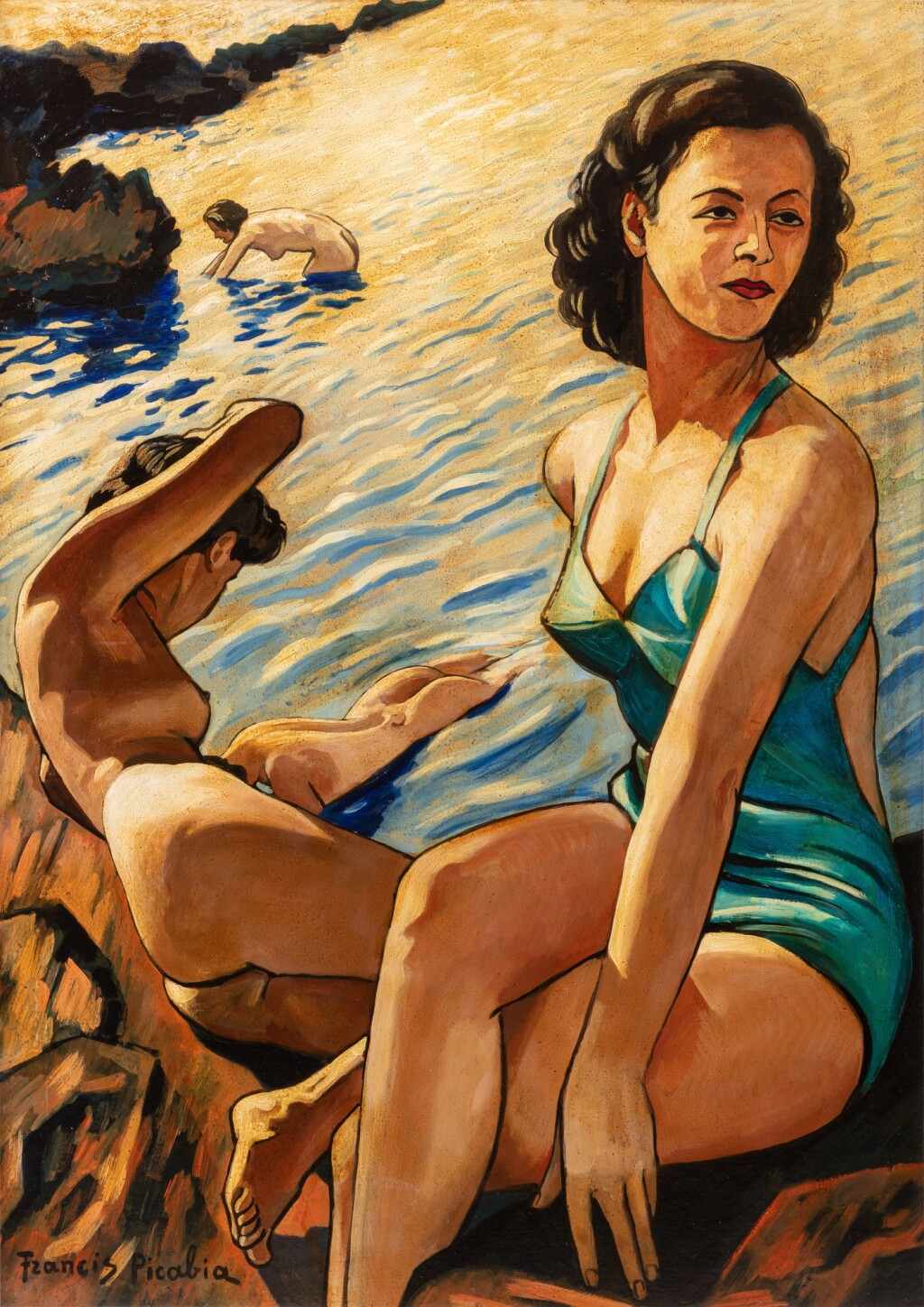
Quatre femmes au bord de l'eau, vers 1942
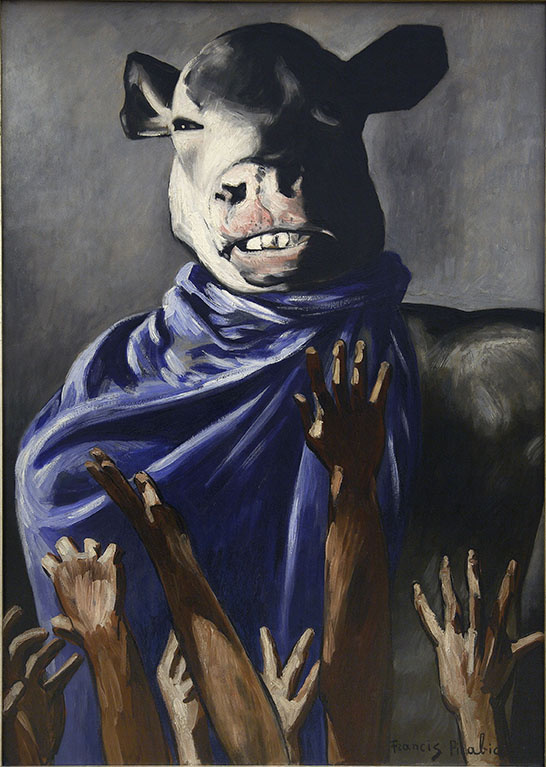
L'Adoration du veau, 1942
La Résistance, vers 1943

### Après la guerre
Après 1945, il regagne Paris, renoue avec l'abstraction et publie des écrits poétiques. Son indifférence provocante autant envers la Résistance que la collaboration lui vaut des ennuis à la fin de la guerre.
Son goût immodéré pour les fêtes et les voitures (il en collectionnera plus de 150), le ruine malgré la fortune familiale dont il avait hérité et qui l'avait longtemps mis à l'abri. Il multiplie les petites toiles mêlant compositions géométriques et les motifs réalistes (voire sexuels). En butte à des ennuis de santé, ses derniers tableaux relèvent du minimalisme : des points de couleurs semés sur des fonds épais et monochromes, titrés Je n'ai plus envie de peindre, quel prix ?, Peinture sans but ou Silence… « une manière de mettre un point final à la peinture ».
Au printemps 1949, Michel Tapié à la galerie René Drouin, à Paris, organise sa première rétrospective.

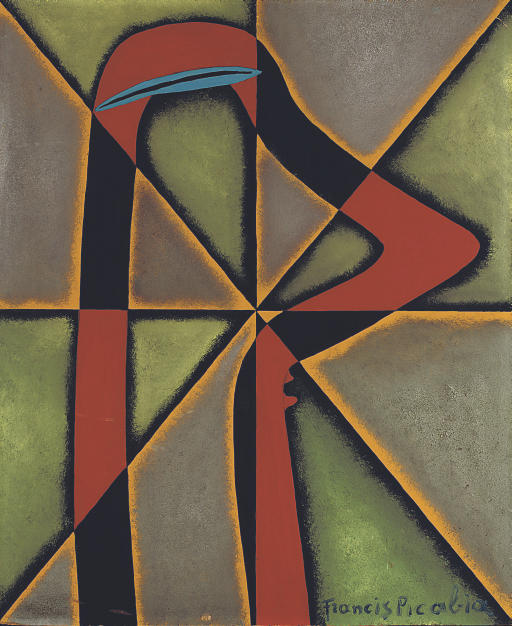
La Peinture du meilleur avenir, 1945
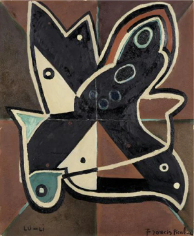
Lu-Li, 1947-1949
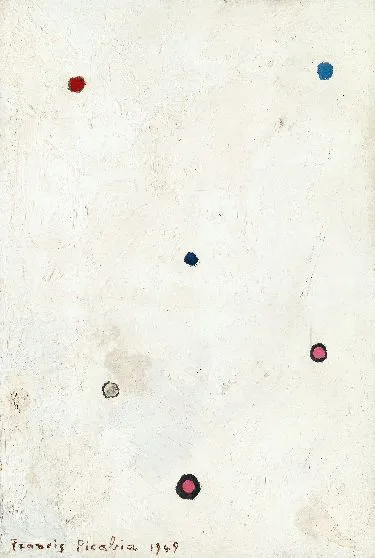
Lâcheté de la barbarie subtile, 1949
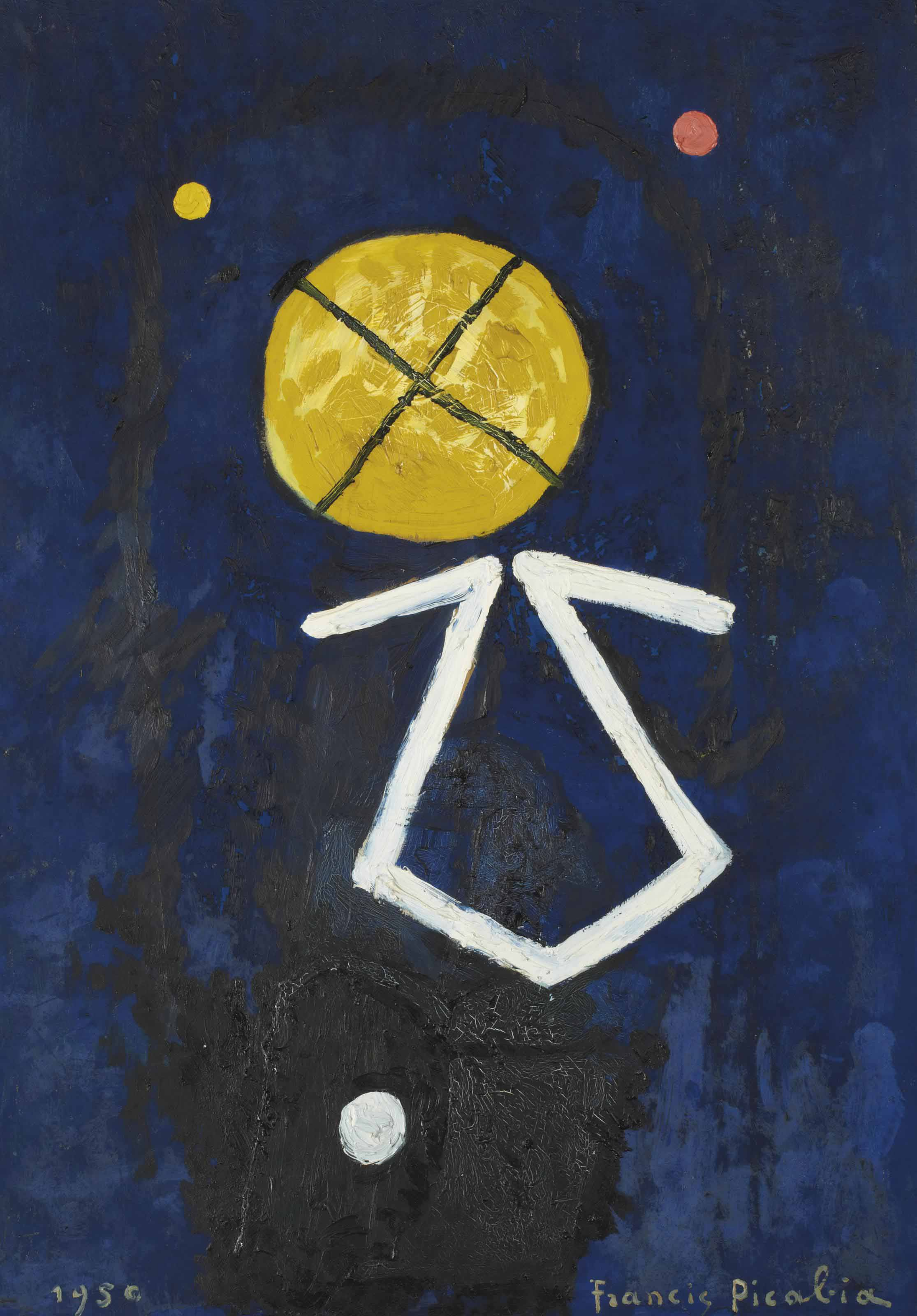
U, 1950
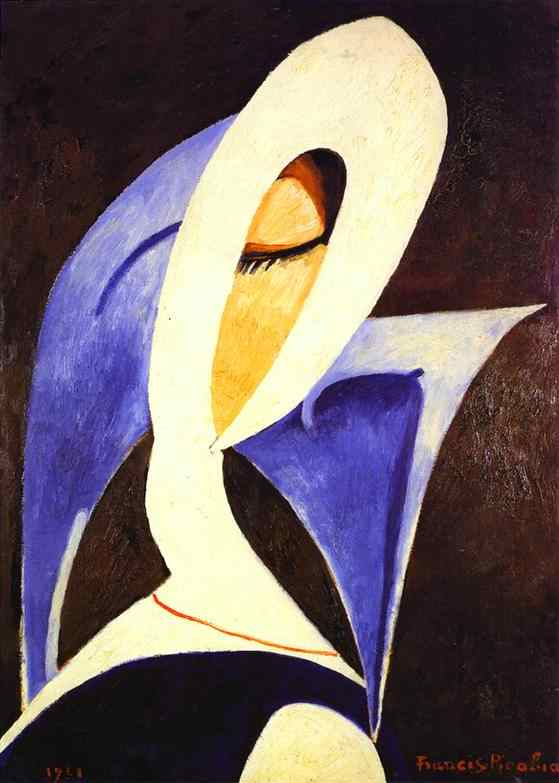
Tableau vivant, 1951
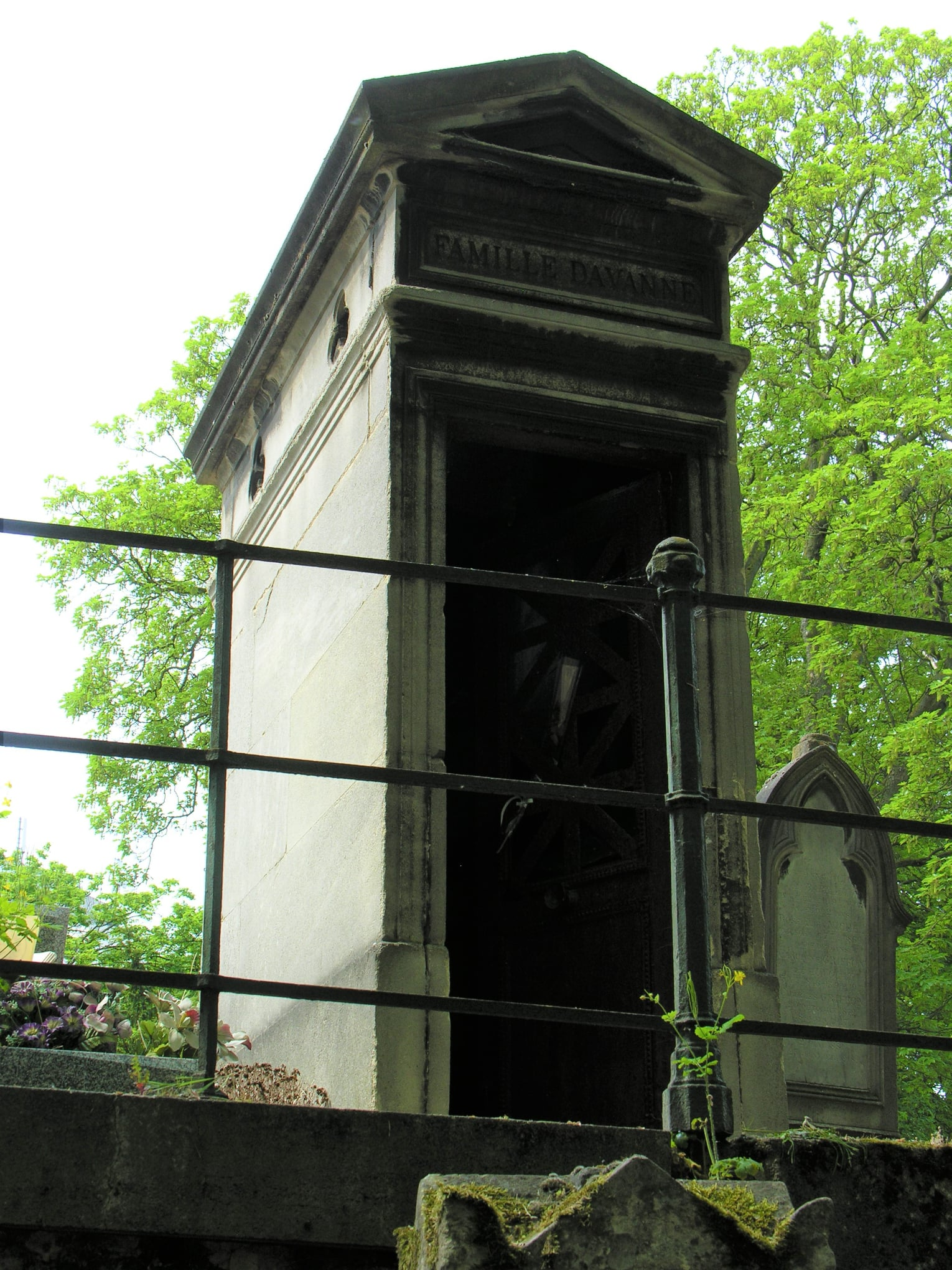
Sépulture au cimetière de Montmartre.

### Fin de vie
À la fin de l'année 1951, Picabia souffre d'une athérosclérose paralysante qui l'empêche de peindre et meurt deux ans plus tard. Il est inhumé dans la chapelle Davanne, au cimetière de Montmartre (31e division).
Olga Picabia est décédée en 2002 à 97 ans.

## Œuvres

### Peintures
Ci-après quelques œuvres notoires (huile sur toile sauf mention contraire) :
- Une rue aux Martigues exposé en 1899, aujourd'hui disparu[39].
- La Pointe du port de Saint-Tropez, 1900[40]
- Plages et rochers à Douarnenez, 1901[41]
- Les Martigues, 1902, fusain sur papier[42]
- Moret, route des prés, 1903[43]
- Les Bords du Loing ; effet d'automne le matin à Moret, 1904[44]
- Meules à contre-jour, Moret, le soir, 1904[45]
- Effet de soleil sur les bords du Loing, Moret, 1905[46]
- Effet de soleil (avril) sur les bords du Loing, 1905[47]
- les Oliviers effet de soleil aux Martigues, 1905
- La Rivière. Bord de la Douceline à Munot près de La Charité-sur-Loire, 1906[48]
- Bords de l'Yonne, effet de soleil, 1906[49]
- Les Pins, effet de soleil à Saint-Honorat, 1906[50]
- Effet d'automne dans l'Yonne, 1907[51]
- Les Martigues, effet du matin, 1907[52]
- Saint-Tropez vu de la citadelle, 1909
- Caoutchouc, 1909[53]
- Bords de la Sédelle, 1909[54]
- Grimaldi sous la pluie, 1911, perdu
- L'Arbre rouge, 1912[55]
- La Procession, Séville, 1912[56]
- Udnie, 1913[57]
- Edtaonisl, 1913[58]
- New York, 1913, mine graphite, gouache et aquarelle sur papier[59]
- Je revois en souvenir ma chère Udnie, 1914[60]
- La Ville de New York aperçue à travers mon corps, 1913, gouache, aquarelle, crayon et encre[61]
- Prostitution universelle, 1916, collection particulière
- La Musique est comme la peinture, 1916[62]
- Fille née sans mère, vers 1916[63]
- Parade amoureuse, 1917, huile sur carton[64]
- Danse de Saint-Guy (Tabac Rat), 1919[65]
- Le double monde, 1919
- L'Enfant carburateur, 1919, huile, émail, feuille d'or, crayon sur contreplaqué[66]
- L'Œil cacodylate, 1921[67]
- Chapeau de paille ?, 1921[65]
- La Nuit espagnole, 1922[68]
- Volucelle II, 1922, Ripolin sur toile[69]
- Le Port, 1922-23, ripolin on canvas[70]
- Optophone II, 1923[71]
- Dresseur d'animaux, 1923, Ripolin sur toile[72]
- Plumes, 1923-25, huile, ripolin, plumes, macaronis, roseaux et emplâtres pour cors aux pieds sur toile, dans un cadre de Pierre Legrain[73]
- Les Acrobates, 1924, huile sur panneau[74]
- La Femme au monocle, 1924, huile, Ripolin et crayon sur carton[75]
- Les trois grâces, vers 1924-25, ripolin et divers sur carton[76]
- Le beau charcutier, vers 1924-26, huile et accessoires sur toile[77]
- Cure-dents, 1925, huile et collage sur toile[78]
- Les amoureux (après la pluie), 1925, ripolin sur toile[79]
- La Corrida, 1926-1927, gouache[80]
- Idylle, 1927, huile sur carton[81]
- L'Autoportrait de dos avec femme enlacée et masque, 1927-1930[82]
- La Mariée, 1929, technique mixte sur toile[83]
- Le Masque et le Miroir, 1930-1945, huile sur contre-plaqué[84]
- Figure et fleurs, 1935-1945[85]
- Maternité, 1936[86]
- La Révolution espagnole, 1937[87]
- Printemps, 1938, huile sur contre-plaqué[88]
- Geai bleu, 1938-39, huile sur carton[89]
- Main mystérieuse, vers 1938-1942, huile sur panneau[90]
- L'Adoration du veau, 1941-1942, huile sur carton[91]
- Printemps, 1941-1942, huile sur toile[92]
- Femmes au bull-dog, 1941-1942, huile sur carton[93]
- Le Matador dans l'arène, 1941-1943, huile sur carton[94]
- La Femme et l'idole, 1943, huile sur carton[95]
- La Résistance, vers 1943, huile sur carton[96]
- Égoïsme, 1947-1948[97]
- Sans titre (masque), 1946-1947, huile sur carton[98]
- Chose à moi-même, 1946, huile sur carton[99]
- Cherchez d'abord votre Orphée, 1948, huile sur toile[100]
- L'Insensé, 1948[101]
- Veuve, 1948, huile sur bois[102]
- Déclaration d'amour, 1949, huile sur panneau[103]
- Symbole, 1950, huile sur contreplaqué[104]

### Estampes
- Le Loing, avant 1947, pointe sèche[105]

### Publications
- Cinquante-deux miroirs, octobre 1917, Barcelone
- Poèmes et dessins de la Fille née sans mère, avril 1918, Lausanne, Imprimeries réunies ; rééd. Allia, 1992
- L'Îlot de Beau-Séjour dans le Canton de Nudité, juin 1918, Lausanne
- L'Athlète des Pompes funèbres, décembre 1918, Bégnins
- Râteliers platoniques, décembre 1918, Lausanne
- Poésie ron-ron, février 1919, Lausanne
- Pensées sans langage, avril 1919, Paris
- Unique Eunuque février 1920, Paris, éditions Au Sans Pareil, coll. « Dada », rééd. Allia, 1992[106]
- Jésus-Christ Rastaquouère, 1920, Paris, éditions Au Sans Pareil, coll. « Dada », rééd. Allia, 1992[107]
- Caravansérail, 1924, Paris, éditions Luc-Henri Mercié ; rééd. Belfond, 1975[108]
- Choix de poèmes par Henri Parisot, 1947, Paris, éditions Guy Lévis Mano
- Lettres à Christine, 1945-1951, édition établie par Marc Dachy & Jean Sireuil, Paris, éditions Champ libre, 1988  (ISBN 978-2851841841)
- Écrits, édition établie par Olivier Revault d'Allonnes & Dominique Bouissou, Paris, Belfond, 1975 et 1978  (ISBN 9782714411204)
- Écrits critiques, édition établie par Carole Boulbès, préface de Bernard Noël, Paris, Mémoire du Livre, coll. « Essais », 2005  (ISBN 978-2913867512)
- Correspondance avec Tristan Tzara et André Breton 1919-1924, éditée établie par Henri Béhar, Paris, Gallimard, 2017

## Expositions
- « Francis Picabia », galeries nationales du Grand Palais, Paris, du 23 janvier au 29 mars 1976
- « Francis Picabia : les nus et la méthode », musée de Grenoble du 17 octobre 1998 au 3 janvier 1999
- « Picabia : Pionnier de l'art moderne », Musée-bibliothèque Pierre André Benoit, Alès, du 12 juillet au 27 octobre 2013
- « Francis Picabia: A Retrospective », Kunsthaus de Zurich, du 3 juin au 25 septembre 2016
- « Francis Picabia: Our Heads Are Round so Our Thoughts Can Change Direction », Museum of Modern Art de New York, du 21 novembre 2016 au 19 mars 2017
- « Picabia pique à Ingres », musée Ingres-Bourdelle, Montauban, 8 juillet au 30 octobre 2022[109]